# ブギーポップシリーズの登場人物
ブギーポップシリーズの登場人物（ブギーポップシリーズのとうじょうじんぶつ）では、上遠野浩平の小説『ブギーポップは笑わない』をはじめとするブギーポップシリーズおよびその関連作品に登場する架空の人物を列挙する。
なお、各キャラクターが登場している作品名を、上遠野が執筆する他シリーズ、短編も合わせて併記する。
担当声優は、テレビアニメ第1作 / 第2作の順に表記。1人しか記載がない場合は第1作か第2作かを明記する。

## 主人公
ブギーポップ
声 - 清水香里 / 悠木碧 / 演 - 吉野紗香
世界の危機に関わる異変を察知した時に、自動的に現れる宮下藤花の別人格。一人称は「僕」。竹田啓司は「彼」を最初「変身ヒーロー」と連想していた。「ブギーポップ（不気味な泡）」という名前は、世界の危機をきっかけにして無意識下から自動的に現れるその性質を、水底から水面へ浮かび上がる泡に喩えた自称。また「死神」や「世界の敵の敵」などとも呼ばれる。
音感があり、ワーグナーの『ニュルンベルクのマイスタージンガー』を口笛で吹きながら現れる。他にはピンク・フロイドの『原子心母』なども吹けるらしい。
特殊な鋼鉄製のワイヤーを武器として戦い、対峙した敵の多くはそれによってバラバラに切断される。人間の身体能力の限界を引き出している相手や、強力な戦闘用合成人間相手であっても圧倒する程の戦闘能力を示す。更にMPLSが持つ能力の効果外の存在である事が多く、特に心理攻撃に関してはほとんど影響を受けた事がない（影響を受けたのは同種の存在であるイマジネーターと歪曲王のみ）。また音速で移動する敵を速さで上回ったり、最強と呼ばれるMPLSですら苦戦した洗脳能力の解除を洗脳者を一瞬だけ殺すことで解除したり、「無機物に宿った意思を、別の無機物に移す」といった、統和機構すら労力を要する、或いは不可能とされる特殊作業を事も無げに行った事もある。他人の夢の中に侵入するといった芸当も可能。戦闘においては、あまり武力行使をせずに相手の心理の弱点を的確に把握してそこを追撃するという戦法を行う（能力よりも心理的要因の方が世界の敵としての起因として大きいことや、心理的要因を放置すると死後に能力だけが暴走する可能性もあることなどが理由）。場合によってそのまま相手を改心させることもある。
シリーズ一作目のタイトル『ブギーポップは笑わない』が示すように、感情を表す（と思われる）時は左右非対称の奇妙な表情（笑顔＋その他の感情である事が多い）を浮かべるが、一度だけ『歪曲王』にて笑顔を見せている。これは当初『歪曲王』がシリーズ最終作になるはずだったための演出であった。
女子高生の間では都市伝説として知られている。「その人が一番美しい時に、それ以上醜くなる前に殺す」存在と噂されており、前述した"死神"の他に時折「そういう」"殺し屋"なのではと噂されている事が多い。何の悩みにも縛られず、ただ殺すための存在だが、天色優に辻希美のスケッチブックを渡すなど粋な行動を見せた事もある。また『Boogiepop Phantom』のスタッフはシナリオ集において、ブギーポップが殿村望都に「早乙女正美を殺した」という事実と異なる発言をしたのは、「彼は優しい人であるため」とコメントしている。本人は「嘘を吐いた事がない」と言っているが、フォルテッシモとの約束を破り「大嘘吐き」と呼ばれた。
中学生だった藤花が瀕死の合成人間スケアクロウに遭遇した頃に誕生し、その際に出会ったスケアクロウが身に着けていた筒の様な帽子とマントを愛用している。程無くしてフィア・グールと対面した時に、「世界の敵として死ぬときはこんな曲に送られたい」と言われたその曲こそが、いつも口笛で吹いている『ニュルンベルクのマイスタージンガー』である。
霧間凪は彼も「何らかの可能性」の体現であり、彼自身が世界を終わらせる対象とした"世界の敵"と同種の存在である事を示唆した。
世界の敵イマジネーターに相対するため世界が生み出した反発存在とプームプームは見ているが、その反発存在であるイマジネーターが消えた後も彼が残っている理由についてはプームプームにしてみても判らない。
本シリーズと関係の深い『ビートのディシプリン』『ヴァルプルギスの後悔』にも登場し、それぞれの作品の主人公と一時的な対面を行っている。
宮下 藤花（みやした とうか）
声 - 清水香里 / 悠木碧 / 演 - 吉野紗香
県立深陽学園に通う女子高校生。初登場時高校二年生。
素直で明るい性格の少女で、時には元気のない友人を多少手荒ではあるが叱咤激励したりする。上級生の竹田啓司に告白し恋人関係にある。同級生の末真和子とは親しい友人で、良く行動を共にしている。口笛は吹けない。
常にブギーポップの衣裳を入れた大型のスポルディング製の鞄を持ち歩いているが、そのことやブギーポップの人格が現れていた間の欠落した記憶は、彼女の無意識下で整合性のある記憶に刷り替えられている為、本人は自分がブギーポップだということを自覚していない。『ブギーポップは笑わない』のエピソード内で後に大学受験に失敗した事が判明しており、『Boogiepop Phantom』では入試中にブギーポップになったせいだという事になっている（ブギーポップもこの件に関しては「悪い事をした」と発言している）。
なお、ブギーポップが都市伝説となっているのは、彼女が無意識の内に吹聴したものが拡散されたためと霧間凪は推測していたが、近作では水乃星透子がブギーポップに対して講じた何らかの"手段"であったと語られた。

## レギュラーキャラクター
以下に挙げる7人は多くの作品に登場する、準レギュラー的人物。特に霧間凪はブギーポップとは別に統和機構に対する人物として、準主人公に近い役割を果たしているほか、彼女が主人公を務める『ヴァルプルギスの後悔』シリーズも書かれている。
竹田 啓司（たけだ けいじ）
声 - 小林千晃（第2作）/ 演 - 川岡大次郎
宮下藤花とつきあっている県立深陽学園の生徒。初登場時高校三年生。ブギーポップの唯一の友人でもあり、シリーズ最初の語り部。
進学校である深陽学園では珍しい就職組で、クラスでは若干浮いた存在となっていた。卒業後はデザイナーの道を目指してデザイン事務所に入り、下積みを続けている。なお、自分の事を「友達」と呼んでくれた彼に対してブギーポップがどう思っているのかは、『歪曲王』で少し知る事が出来る。
『ブギーポップは笑わない』でブギーポップと対峙して以降、大まかな悩みというものが解決されており、デザインの仕事に精を出しているため他の登場人物と比べ生き方において迷いが無い。しかし、ブギーポップとして活動する藤花については心配している。
不定期に発表されている『竹泡対談』では、学校の屋上でブギーポップと二人で毎回様々なテーマについて会話を交わす様子が見られる（ブギーポップが切り込み役、竹田がフォロー役という立ち回り）。作者自身の作品について議論する場面もある。
『Boogiepop Phantom』では藤花の写真の中のみで登場。
霧間 凪（きりま なぎ）
声 - 浅川悠 / 大西沙織 / 演 - 黒須麻耶
「炎の魔女」と呼ばれる女子高校生。いわゆる“正義の味方”を目指し、それに伴った活動をしている。偶発的ながらブギーポップとは直接何度も接触・会話を行っており、「彼」の存在を知る数少ない人物となっている。
非常に頭の回転が速い事に加え、豊富な知識と咄嗟の判断力、更には道具、戦況を駆使する事で恐ろしく高い戦闘能力を有し、加えてあらゆる状況下に瞬時に対応できる戦術力も兼ね備える。その他に指揮、ハッキング、薬品調合、武器解体などなど様々なスキルを独学で体得していた。容姿も、芸能界からスカウトを受ける程の大変な美少女である。ただし生活態度と素行の問題で、学校側からは不良としての扱いを受けていたが、成績は極めて優秀。
初登場時は高校二年生だが、過去に一年間休学しているので実際には藤花たちより一歳年上である。一人称は「オレ」だが、『Boogiepop Phantom』では諸事情により「あたし」となっていた。犯罪心理を題材とした著書で知られる作家の霧間誠一を父に持ち、彼の遺産で生活を送っている。父の死を看取った際の最期の会話も、彼女の行動理念に影響を与えた一つとなっている。
様々な事柄を経たことで「炎の魔女」の呼び名は有名となり（自称した事もある）、その名前を知らない人間ですら対面すれば直感で意識させる風格を携えた人物で、救出対象を「助けるために」多少手荒に扱うなどの描写も見られた。しかし気の置けない弟である正樹には姉弟らしいイジワルをしたりもしており、弟の彼女である綺の事は本当の妹のように可愛がっている。また、料理も上手な事が調理師学校に通う綺の視点で判明している。テレビ番組や流行りの歌にもそれなりに詳しい描写はあるが、実際に好んでいるのか一般教養としてネットなどで調べているのかは不明。ファッションや絵画、神話の知識に疎く、美術品や絶景などを見ての感動は人より極端に少ない。
正義の味方として自らが信じた戦いを何年も続けており、「世界」の背景に潜む存在に気付き戦っていた為、その対象範囲は統和機構のみならず「世界の敵」の存在すら知り得ている。親友である紙木城直子を失ってしまった一件から、パートナーである羽原健太郎をあくまでサポート役に徹しさせていたが、ある一件で凪の心が折れてしまいそうな事態に陥った際、彼の存在によって凪は自らを保ち続けた。
中学生の時にMPLSとしての覚醒現象である“進化”が突発的に発症、これに身体が耐えられず死にかけるが、スケアクロウが持ってきた進化薬によって成長が押さえられ一命を取り留めた。凪が“正義の味方”になろうと考えたのはそのスケアクロウとの会話に始まっている。
精神的・肉体的に圧倒的な強さを誇る彼女の唯一の弱点は「大切な人に先に死なれること」であり、親友である紙木城直子の死や、義弟である正樹が瀕死の重症になった際は動揺を強く滲ませていた。結果、この弱点が彼女の中に眠る"魔女"を目覚めさせる事となる。
主人公を務める『ヴァルプルギスの後悔』では、実母・鏡子との複雑な関係や、真の炎の魔女ヴァルプルギスとの対決が描かれている。
『不可抗力のラビット・ラン』では常人から見て超然、達観している思考や行動理念、思考様式が本人から語られ、それを聞いたブギーポップには「自分とは正反対」で、更には「世界は霧間凪が問題を解決するのを待っているのかも知れない」と「"世界の敵"の敵」とての視点からの人物評を得ていた。
谷口 正樹（たにぐち まさき）
声 - 八代拓（第2作）
凪の義理の弟（凪の実母の再婚相手の連れ子）。帰国子女。『ブギーポップは笑わない』では顔見せ程度の登場だが『VSイマジネーター』『オルタナティブ・エゴの乱逆』『悪夢と踊るな子供たち』では主人公を務め、他の作品でも度々登場する。
性格は温和で人懐っこく、誰とでも分け隔てなく親切に接するが、その容姿が良い事も合わせて凪には「将来女ったらしになりそうな気がする」と心配されていた。また、命の危険が訪れるような事態には、自分よりも他者の安否を気遣う「考えるより先に体が動く」性質で、それが彼に危険をもたらす事態もあった。
織機綺とは毎日電話でやり取りするほど相思相愛の仲だが、正樹は寮に入れられているため中々会えない。凪と同様に榊原弦に師事しており格闘技に精通している。榊原を尊敬している高代亨とは兄弟のような関係を築いており、彼に慕われている。姉の親友である末真和子とも親しく、『ロンドン・コーリング』ではとある人物を彼女に引き合わせる役目を果たした。水乃星透子と出会い認められた最後の人間で、加えてブギーポップ、霧間凪、フォルテッシモ、末真和子、二人の魔女など多くの重要人物と直接対面を果たしている数少ない人物（ブギーポップ以外の準レギュラーキャラは誰かしら面識がない人物が存在する）。
『エンブリオ浸蝕/炎生』のラストにおいて高代亨の行った蘇生処置により、生命力の回復と同時にエンブリオがもたらすものと同義の"突破"を果たした描写がされている。その際に発揮したのは「死」の概念がイメージとして認識可能（「死」が視える）というもの。その詳細は現在不明である。
『ヴァルプルギスの後悔』において「魔女戦争」に巻き込まれるが、二人の魔女と統和機構の全てが引き起こす巨大な運命の流れに関わる立場となり、その流れの最中に綺との関係性には距離感が生まれ、再び彼女と話し合う事を決意する。その後、魔女の運命の渦により凪に近しい（助力及び敵対した）全ての人物が運命から弾かれた後も、事態の中心に限りなく近い場所に彼だけが残り続けていた。最終的に、魔女戦争の終焉において起きた波動の発生時、虚空の中で凪の魂が帰還する為に探しだしたのは、「家族」である彼の心であった。
『オルタナティブ・エゴの乱逆』にて遂に綺と共に統和機構と直接関わる事となり、魔女戦争時に生じた綺との関係にも向き合う。数多の事件をくぐり抜けた彼にとって、統和機構の仕掛けた策略は乗り越えられないものではなく、事態を収拾に成功する。その後、統和機構に帰還した綺との関係性を保ったまま、しかし一般人として特殊な立場で統和機構と関わる事となる。ブギーポップにとっては「殺す価値の無い存在」として認識されている一方、ある世界の敵を通して正樹を「決して死なない存在」「人間とは違う属性を持ったなにか」「なにかを持っているからこそ死なない」存在としても捉えられている。
『悪夢と踊るな子供たち』で再び主人公の一人として奔走するが、自身のこれまでの事件に巻きこまれた原因が綺の能力の影響であった事を玖良々東梨に指摘され、自身が傷つく事が綺を追い詰めてしまう事にも気付いた事で絶望しかける。その際に助けようとしていた玖良々南沙に逆に心を繋ぎ止められ、自身と綺はブギーポップの"関係者"となってしまった事で世界の限界すれすれを生きていかなければならないと忠告を受けた。
末真 和子（すえま かずこ）
声 - 長沢響 / 近藤玲奈 / 演 - 清水真実
県立深陽学園に通う女子高校生で凪のクラスメイト。初登場時高校二年生。また、宮下藤花の親しい友人でもあり、この両方の重要人物と親しい友人関係を築いているのは本作中で彼女だけである。ブギーポップ、霧間凪、オキシジェンなどの主要人物全てから近くて遠い位置に存在している重要人物。
中学一年生の時に自分が連続殺人犯の標的になっていた事を知り、誠一の著書などを通じて犯罪心理学などに興味を持つようになった。友人からのあだ名は「博士」。友人や後輩からは相談相手として広く慕われていて強い信頼や憧れを抱かれてる。不安を抱えた状態の凪も彼女と会うと安心すると感じている。しかし一方では同級生相手に殺人方法についての詳しい解説を披露して引かれたりもしており、その際は軽く自己嫌悪していた。
何か事件が起こるとそれにすぐさま首を突っ込もうとするが、多くの場合、彼女が実際に事件に関わる際には既に事件が収束している。しかし『ヴァルプルギスの後悔』において彼女も魔女戦争の戦火の渦中に巻き込まれ、常識を逸脱した超常的な現象と対峙することとなる。その際、驚異的な判断力を見せものの数秒で自分の置かれている状況を理解し、助けに駆け付けたカレイドスコープを“優しさ”によって服従させた。
非常に優れた洞察力と推察力、加えて膨大な知識を兼ね備えている。凪をして「自分の知る限り最も頭の良い人物」とされ、飛鳥井仁を相手に心理戦で完勝するという一面も見せた。外伝の『ロンドン・コーリング』では、超然とした存在である事が多い「自動的」な存在の残滓相手に、満足のいく解答を示すなどの活躍を見せている。
『酸素は鏡に映らない』にも大学生となった彼女が登場している。オキシジェンは彼女の特有の"強さ"に感銘を受け、新たな統和機構の中枢にと考えていた。そして『ヴァルプルギスの後悔』以降、それは果たされつつある。
目覚めた能力である＜ムーン・リヴァー＞は、自分やそばにいる他人を"隠す"ものである。これはカレイドスコープのような科学的技法、軌川十助のMPLS能力による心理的死角、イディオティックのMPLS能力による次元間移動とも異なる法則であり、これらの法則が通用しないヴァルプルギスを以てしてもその正体を見出すことはできなかった。ただし、衛星からのカメラ撮影などでは一切変化は起こらず映像に映る。
『パニックキュート帝王学』では主人公を務める。高熱を出しながら偶然にも予備校模試で全科目満点をとってしまったことから、不本意ながら面倒な事態に巻き込まれてゆく。なお、本作ではカレイドスコープの存在を含めた『ヴァルプルギスの後悔』での記憶は一部失われているものの、統和機構の存在は明確に認識している立場にある。
織機 綺（おりはた あや） / カミール
声 - 市ノ瀬加那（第2作）
統和機構の合成人間。初登場時中学三年生。『VSイマジネーター』で登場して以来、正樹と共に話の中心になることが多く、『ロスト・メビウス』、『オルタナティブ・エゴの乱逆』、『ディジーがリジーを想うとき』『悪夢と踊るな子供たち』では主人公を務める。
特殊能力を持たない「失敗作」と呼ばれ、合成人間と普通人の交配実験に使われていた。
当初は無口・無表情と感情の起伏が少なかったが、谷口正樹との出会いを通じて、次第に普通の少女らしくなっていく。彼女自身は「決して他人から嫌われてはならない」という意思の元に行動していたが、結果的に末真和子によってその考えは看破される。現在は谷口家に同居して、調理師学校に通っている。正樹が瀕死の重傷を負った際は1人で看病するなど献身的な姿を見せた。また凪に対して強い憧れを抱いている。なお彼女は、飛鳥井仁の能力において「小さいけれど"完全な花"」が見えていた唯一の人物である（普通は必ず花、幹、葉、茎、根のいずれかが欠けている）。
『ロスト・メビウス』では主人公を務める。『ヴァルプルギスの後悔』では二人の魔女の避けられない対決の運命の間に立つ者として、＜リキ・ティキ・タビ＞の力を受け継ぐことになる。カレイドスコープによれば、彼女の心は炎でも氷でもない「矛盾」を体現したものであり、＜リキ・ティキ・タビ＞の完成形としての覚醒の予兆を見せる。力を受け継いで以降は守られる側から守る側に立場が変わったことで多少傲慢な態度を見せるようになる。しかし戦いに敗れた事で精神面は更に不安定となり、内罰的（かつてほど無感情ではない）となっていく。
『オルタナティブ・エゴの乱逆』では正樹との関係を続ける事に迷いを見せるが、正樹、統和機構、自身の内面と再び向き合った事で、それらを飲み込み自身の立ち位置を決め、再び統和機構へと戻る事となった。「能力を消し去る」能力を持っているとの推測から重要人物としてメロー・イエローが護衛に着いている。
『悪夢と踊るな子供たち』において彼女自身が持っていた才能が幾つか判明しており、一つは非常に優れた味覚とそれによって理想の味を導き出す事が出来る。もう一つは彼女の真の才能は推測されていた「能力を消し去る」とは真逆で「他人から秘められたもの（才能・感情問わず）を引きずり出す」能力であった事が判明、ブギーポップには「心に誰よりも大きな穴が空いている、巨大な空虚」と評されている。前述した飛鳥井の能力での「種」と成り得る可能性があったのは、この彼女の心の空虚の為と明かされた。
羽原 健太郎（はばら けんたろう）
声 - 村井雄治（第2作）
ハッカーの高校生。『パンドラ』では苗字は明らかになっておらず、僅かに登場しただけであった。『歪曲王』において事態の解決に尽力する主人公の一人として本格的に登場する。
霧間凪に惚れており、彼女がいずれ統和機構と全面的に対決する日に向け、『歪曲王』の一件で受け継いだ寺月の遺産を駆使して情報収集その他のサポートを行っている。また、イナズマのように独自に統和機構に関連した者に助力した事もあった。
正樹や綺とも家族同然の付き合いをしている。全てにおいて凪を最優先に考え、行動を起こす。体術にも優れているらしく、正樹よりもその技量は上。
『不可抗力のラビット・ラン』では「サイドキック」というコードネームを騙った。
新刻 敬（にいとき けい）
声 - 下地紫野（第2作）/ 演 - 広橋佳以
県立深陽学園の生徒。初登場時高校二年生。宮下藤花とブギーポップの関連を知っている、数少ないうちの一人。
風紀委員長をしているが、見た目が幼いため小中学生によく間違えられる。とても真っ直ぐな性格で機転も効く。また洞察力も優れており、歪曲王の持つ自己矛盾を見抜いたり、デカダント・ブラックを操る岸森由羽樹を圧倒するなど、幾度も活躍を見せている。マンティコア・ショックを「くぐり抜けた」人物。
竹田に恋愛感情を抱いていたが、『歪曲王』の一件の後、思いを断ち切った。

## 『ブギーポップは笑わない』の登場人物
エコーズ
声 - 松野太紀 / 宮田幸季 / 演 - 寺脇康文
- 登場作品：『ブギーポップは笑わない』『夜明けのブギーポップ』『Boogiepop Phantom』『螺旋のエンペロイダー』

地球を調査するためにやってきた地球外生命体。地球人に変身して調査をするはずだったが、誤って未来の人類の姿になってしまい、統和機構に捕獲された。結果、彼のデータを元に合成人間が造られる事となる。名前の由来は「反響する者」の意で、統和機構で便宜上の呼称として付けられた。
その正体は上遠野の作品である『ナイトウォッチシリーズ』等に登場する地球外存在・「虚空牙」によって送り込まれた存在の一つ。彼を含む「天から降りてきた者たち」がもたらした情報によって、遥かな未来に地球には虚空牙が襲来する事となる。統和機構の施設を脱出した後に、ボロボロになって町を彷徨っていた所を紙木城直子に保護される。
『Boogiepop Phantom』では彼が情報を送った際の光の影響によって数々の事件が引き起こされる。その起こした影響については、上遠野の他の作品でも多数発生や影響が見受けられる。
百合原 美奈子（ゆりはら みなこ） / マンティコア
声 - 浅野まゆみ / 竹達彩奈（百合原美奈子）、鷄冠井美智子（マンティコア）/ 演 - 酒井彩名
- 登場作品：『ブギーポップは笑わない』『Boogiepop Phantom』『さびまみれのバビロン』

エコーズを元に統和機構に造られた合成人間。エコーズと同じく変身能力を持ち、また体内で薬物を生成する事ができる。深陽学園の優等生・百合原美奈子を殺害し、その姿を借りている。
人を殺し、捕食する事からブギーポップは彼女を「人喰い（「マンティコア」の語源でもある）」と呼んでいた。
早乙女 正美（さおとめ まさみ）
声 - 福山潤 / 榎木淳弥 / 演 - 高野八誠
- 登場作品：『ブギーポップは笑わない』『パンドラ』『歪曲王』『Boogiepop Phantom』『さびまみれのバビロン』

県立深陽学園の1年生。自身を含む、あらゆる「生」への根深い憎悪を内包し続けた存在。それのみであれば彼は普通の人間として生きていく筈だったが、マンティコアに出会う事でその道は大きく歪む。
マンティコアの“簡単に人を殺せる”という性質に魅了され、普通の人間でありながらマンティコアに協力を申し出る。ともに行動し続ける事で、最終的にはマンティコアの方が彼なしでは生きていけない状態となっていた。
学園内部に根付きながら、ブギーポップや凪の捜査力をもってしても正体を隠し続けており、正体を自ら明かす際にも、凪のほんの僅かな隙を看破し戦闘不能にしている。
彼にとってマンティコアは愛着も何もない道具のような存在であったが、最後はマンティコアを守る意思を見せ、エコーズの攻撃からかばって死亡する。なお、ブギーポップが探していた世界の敵「人を喰うもの」はマンティコアではなく彼の事を指す。これはマンティコアの捕食が自身の生存条件と結びついていたのと異なり、"終点"という発想のないまま、ただただ人を殺し続ける彼の性質に基づいて付けられた呼び名である。
人の身のまま怪物を超えた無限の殺人欲求の塊。それが彼である。
紙木城 直子（かみきしろ なおこ）
声 - 諏訪彩花（第2作）/ 演 - 三輪明日美
- 登場作品：『ブギーポップは笑わない』『夜明けのブギーポップ』『Boogiepop Phantom』『ヴァルプルギスの後悔』

県立深陽学園の3年生。竹田啓司のクラスメイトであり、凪の親友でもある。
親切で人の気持ちを理解しようとする明るい性格だが、惚れっぽい恋多き一面を見せたりもする。本人に自覚はないが、相手の考えを読み取る能力を持っており、言語を持たないエコーズとも意思の疎通を自然に行っていた。
マンティコアを探し求めていたエコーズを学校内に匿っていたが、同じく学校に潜んでいたマンティコアに殺害される。田中志郎に好意を寄せていた。
『Boogiepop Phantom』では凪の回想の中で登場。
『ヴァルプルギスの後悔』においての凪とヴァルプルギスの最後の戦いの最中、凪との邂逅を果たし、彼女に最後の言葉を残す。これは魔女同士の戦いにおいて最終局面の趨勢を決める事となった。
田中 志郎 （たなか しろう）
声 - 市川蒼（第2作）/ 演 - 笠原秀幸
- 登場作品：『ブギーポップは笑わない』『歪曲王』『溶暗のデカダント・ブラック』『メタル・グゥルー』

真面目な性格の少年で弓道部のエース。二年生。紙木城直子に告白されるも、その好意を受け止めるべきかどうか悩んでいた。直子の死亡後も自らの中の歪みを抱え込んでいた。最初、直子からの告白呼び出しを上級生からのシメ上げだと勘違いするなど、少々天然と思える性格を見せた。
歪曲王の本体であり、外伝作品『メタル・グゥルー』にも登場している。歪曲王はその行動原理から「世界の敵」とはならず、また本編中では数少ない「自動的」な存在の一人である。
人の精神を"指さす"事で隠された「歪み」を引き出し、別世界に吹き飛ばす事も可能とする能力を持ち、効果範囲は一度に数百人にも及ぶ。
木村 明雄（きむら あきお）
演 - 沢木哲
- 登場作品：『ブギーポップは笑わない』『ジャックポットの匙』

県立深陽学園の生徒。初登場時高校二年生。素行もあまり良くなく、周りから浮いていた生徒であったが、似た存在であった直子とよく一緒につるんでいた。直子に対して自覚すらしていない特別な感情があったようである。数年後、懐かしくなって学校を訪れた時に、エコーズやマンティコアの戦闘の爪痕を目撃する。
木下 京子（きのした きょうこ）
声 - 田村ゆかり / 佐藤亜美菜 / 演 - 馬場喬子
- 登場作品：『ブギーポップは笑わない』『VSイマジネーターPart2』『Boogiepop Phantom』

県立深陽学園の生徒。初登場時高校二年生。末真和子の友人で、マンティコアが作った薬物を摂取していたが、霧間凪によって止められた。『VSイマジネーターPart1』では衣川琴絵に末真和子を紹介するが、本人は出てこない（『VSイマジネーターPart2』で彼女と思しき人物が衣川琴絵の事で和子に謝る場面がある）。
草津 秋子（くさつ あきこ）
声 - 清都ありさ（第2作）/ 演 - 黒石えりか
- 登場作品：『ブギーポップは笑わない』

県立深陽学園の生徒。早乙女正美に好意を寄せていたが、正美とマンティコアに利用され、薬物によりスレイヴ化してしまう。
霧間 誠一（きりま せいいち）
声 - 川田紳司（第2作）
作家。霧間凪の父親。
彼の著書を読んだ人間がMPLSとして覚醒する危険性があるとして、モ・マーダーによって殺害される。「社会の敵第一人者」を自称しており、生前にまだ子供だった水乃星透子との対話をしていて、彼女に大きな影響を与えた。
本人は小説家として作品を読んで貰う事を望んでいたが、彼の作品で読者に大きな影響を与えたのは全てそれとは異なるジャンルであった。作家ではあるが当人はそこまで言葉の力を信じてはいない。しかし、作中においても霧間誠一の文章を引用するものは多く、モ・マーダーのようにその言葉によって更に間接的な影響を受けるものもいる。
関連作品のほぼ全てに著書の名前が登場するだけではなく、姉妹作の『戦地調停士シリーズ』にも異世界からの漂流物として著書が登場する。

## 『VSイマジネーター』の登場人物
飛鳥井 仁（あすかい じん）
声 - 細谷佳正（第2作）
- 登場作品：『VSイマジネーター』『ペパーミントの魔術師』『ビートのディシプリン』『オルガンのバランス』『ヴァルプルギスの後悔』

予備校で講師のアルバイトをしている国立大学の美大生。非常に優秀な頭脳の持ち主で、冷静且つ慎重に行動する。
人の心の形をバラの姿で見ることができ、そのバラの欠落している部分によってその人の心に何が欠けているかが分かる。花びらは“華やかさ”、葉なら“優しさ”や“潤い”、根は“自信”などを指す。またそれを直接いじる事で、他者の心理を操作する事もできるものの、効果は一時的なもので完全に心を作り変えるわけではない。なお、本作開始以前までに飛鳥井が見てきた中では、全ての要素を兼ね備えた花を持つ人間は一人もいなかった事が語られている。
水乃星透子と出会い、彼女の意志を継ぐべくイマジネーターとして行動しブギーポップと対峙した。後の物語では軌川十助と出会い友人となったり、亨や凪らと協力して活動しており「提案者」と名乗ってブレイン的な役回りをする姿を見せた。現在は統和機構の中枢と成り代われる可能性が示唆されている。
スプーキーE（スプーキーエレクトリック）
声 - 中田譲治 / 上田燿司
- 登場作品：『VSイマジネーター』『パンドラ』『ペパーミントの魔術師』『エンブリオ浸蝕』『Boogiepop Phantom』『ビートのディシプリン』『沈黙ピラミッド』『オルガンのバランス』『ディジーがリジーを想うとき』

統和機構の合成人間。人間離れした巨漢の体躯を持つ。
手から電磁波を発生させる事が出来、これを応用して他人の脳に電磁波を流し洗脳や記憶の操作を行う事ができる。飛鳥井仁と対決し、仁の能力で心のバラの刺＝攻撃性を奪われ敗北、その後自殺した。後の作品でも回想編などで度々登場し、様々な事件に関わっていた事が明らかになっている。
『ペパーミントの魔術師』ではマルコ・ダンブロッシォと名乗っていた。
衣川 琴絵（きぬがわ ことえ）
声 - 阿澄佳奈（第2作）
- 登場作品：『VSイマジネーター』

飛鳥井仁の親戚で実家が不動産業を営んでいる、裕福な家柄の少女。飛鳥井仁のことを“仁兄さん”と呼び慕っている。ペイズリーパークで遭遇したスプーキーEに洗脳され、手駒として使われてしまう。
安能 慎二郎（あのう しんじろう）
声 - 鈴木千尋 / 長谷川芳明
- 登場作品：『VSイマジネーター』『Boogiepop Phantom』

谷口正樹・織機綺と同級生の少年。正樹に対して恋愛感情を抱いているが、自覚していない。正樹と綺の関係が気になり、周辺を探るうちに彼もまたスプーキーEの手駒として洗脳され利用される。
スプーキーEの洗脳により不良であった素行は改善され成績も向上、普段の行いが良くなったことで女性からラブレターで告白を受けて付き合い始める（結果、世間一般的に見て順風満帆な人生を送る）。最終的に洗脳は飛鳥井仁の能力で解かれるが、正樹に対しての恋愛感情は消えてしまい、そのことを思い出すことが出来ず心に大きな欠落を抱えたまま後の人生を過ごすこととなる。
『Boogiepop Phantom』では及川小夜子の同級生として登場。
今崎 静子（いまざき しずこ）
声 - 河瀬茉希（第2作）
- 登場作品：『VSイマジネーターPart1』

予備校の生徒。家庭環境の崩壊によって麻薬中毒となり、飛鳥井に最期を看取られる。
仲代 佐和子（なかだい さわこ）
声 -渡部紗弓（第2作）
- 登場作品：『VSイマジネーターPart1』

飛鳥井仁の勤める予備校に通っていた受験生。進路相談の際に飛鳥井仁に「時には四月にも雪が降る」という言葉を告げる。
小宮 真理子（こみや まりこ）
声 - 川上彩（第2作）
- 登場作品：『VSイマジネーターPart1』

県立深陽学園の生徒。水乃星透子とは同級生に当たる。水乃星透子の後を追い自殺を図ろうとするが、ブギーポップに静止される。
榊原 弦（さかきばら げん）
声 - 竹内良太（第2作）
- 登場作品：『VSイマジネーター』『パンドラ』『夜明けのブギーポップ』『エンブリオ浸蝕』『ハートレス・レッド』『ソウルドロップの幽体研究』『ヴァルプルギスの後悔』

霧間誠一の友人で格闘家。霧間凪と谷口正樹の格闘技の師匠である一方、誠一との共著で文才も示す。
現在は何らかの問題により国内にいられなくなったらしく、海外を放浪しているらしい。様々な武道に通じている大変な実力を持つ天才であるらしく、上遠野の他作品でも名前が登場した際に、その道では有名な天才武術家である事が判明している。
水乃星 透子（みなほし すいこ） / イマジネーター
声 - 花澤香菜（第2作）
- 登場作品：『VSイマジネーター』『夜明けのブギーポップ』『ハートレス・レッド』『ロスト・メビウス』『沈黙ピラミッド』『さびまみれのバビロン』『わたしは虚無を月に聴く』『機械仕掛けの蛇奇使い』『ディジーがリジーを想うとき』『悪夢と踊るな子供たち』

県立深陽学園の生徒。人の死が視え、それを操る能力＜ストレンジ・デイズ＞を持つ。
ここでいう「死」の概念は、「生とは死の途中でしかなく、死という絶対条件の前提、影響でしかない」というもの（本項では以下「死のエネルギー」として表記する）。転じて「死が存在しなければ生命も意味を成さない」為、人から「死」を抜き出すとその対象は「死んでゆく途中ではない状態」に陥り、時が止まったような状態となる。また、抜き出した命を自らに継ぎ足せば、死のストックが無くならない限り能力者本人は決して死に至る事はないが、その行為で自らの保身に走った場合の可能性も彼女は実験によって知り得ており、自らそれを行う事はなかった（内村杜斗の項目を参照）。彼女の力は「天から降りてきた者たち」にすら通じるもので、"彼ら"の内の一人の「時」を前述の方法で停止させてしまっていた。
彼女なりの死生観や人生観などの様々な観念は、幼少期からの自己の能力との付き合いで形成されていた。一方で、同級生からは慕われ、とても美しい笑顔を見せていた大変な美少女であったが、普段の生活では伊福部昭の舞踊曲『サロメ』等を聞いていたりと、女子高生としては少し変わった趣味を有していた。また、既存曲の鼻歌を口ずさむだけでも心からの感動を与えるなど、彼女自身が紡ぎ出す多くの事柄や現象は他者に絶大な影響を与えており、故に多くの人間に心からの崇拝と尊敬の念を向けられている。一方で彼女自身は、この世にあるものを何ひとつとして信じていない事を自覚していた。また、興味のない存在には非常に辛辣な言葉を吐く。影響力の大きさは霧間凪ですら心底の恐怖を感じる程。
かつて、穂波顕子などの多くの人間を操り、人を夢の中に閉じ込める実験を行うが、その数年後にブギーポップと対峙した際に自殺。しかしその後は記憶の残滓が実験の仕上げを行い、飛鳥井仁を選出してイマジネーターとしての計画を続行しようとした。彼女は「死」を集める事によって人が"突破"出来るかも知れない可能性に取り憑かれ、それを探っていたが、飛鳥井の力ではそれには足りないと気付いていた様子で、最終的には敵対する立場にあった谷口正樹にその可能性を見出して姿を消した。なお、しずるさんシリーズの主人公も、世界の全てを敵に回しても"突破"しようとする者に対しては、"死神"が現れる以外の対抗手段が存在しない事を示唆していた。
死後消滅した後も、残した影響の大きさが本編、または上遠野の他作品においては度々明かされている。本シリーズにおいて大きなウェイトを占める統和機構や、それに対する者達とは更に立つ位置が異なっており、事実上ブギーポップと二者で全く異なる次元の戦いを行っていた様子。ブギーポップや歪曲王と異なり「半自動的」な存在であり、ブギーポップに対する程の「巨大な世界の敵」と述べられていた。なお生前の彼女と親しく、慕った人間であるほど彼女の死後にその存在を覚えている事は出来ていない。
『ロスト・メビウス』では意識だけ登場。ブギーポップに「自分を殺したことで起こり得る反動」を警告した。
『ディジーがリジーを想うとき』では回想において作品の起点、さらに意識のみの存在でありながら事態の解決者となり、その場に居合わせたブギー・ポップを憮然とさせながら消えていった。
『悪夢と踊るな子供たち』にて玖良々東梨と過去に邂逅していた事が明かされ、自身の目的とは異なる彼がしたい事をするための助言と助力を行っていた。
上遠野の他作品で、遠い未来における本人の意図とは無関係な再現データとして、更に超越した存在として目覚める。
北原美咲
声 - 広瀬さや（第2作）
飛鳥井仁の勤める予備校に通っていた受験生。 飛鳥井仁の手により由利子と互いの心に欠けている物を埋める。 飛鳥井仁の命令により深陽学園に潜り込み、衣川琴絵について調べる。
由利子
声 - 阿部里果（第2作）
飛鳥井仁の勤める予備校に通う受験生。 飛鳥井仁の手により北原美咲と互いの心に欠けている物を埋める。

## 『パンドラ』の登場人物
海影 香純（みかげ かすみ）
- 登場作品：『パンドラ』『ホーリィ&ゴースト』

竹田啓司とは中学校時代の、霧間凪とは小学校時代の同級生。
鏡や瞳など、景色を映す物の中に未来の景色を見る事が出来る＜イントゥアイズ＞の能力を持つ。
麻薬が原因で友人を亡くしており、それ以来麻薬やそれを扱う者を激しく憎んでいる。辻の能力がでっち上げである事には気づいていたがあえて深く気にせず、それは彼なりに6人でいる事がとても好きであるという心の現れでもあった。
七音 恭子（ななね きょうこ）
- 登場作品：『パンドラ』

未来の香りを感じる事が出来る＜アロマ＞の能力を持つ。
香純に密かな恋心を抱いている。14歳だが、長身で大人っぽく見えるため、香純たちには年齢を隠している。
天色 優（てんじき ゆう）/ユージン
- 登場作品：『パンドラ』『歪曲王』『さびまみれのバビロン』『天使篇 真贋について』『オルガンのバランス』

統和機構の戦闘型合成人間。「ワイバーン」タイプとして分類される、指先から人間の構造組織を破壊する液体を出す＜リキッド＞の能力を持つ。
MPLSの探索任務中に香純たちに出会い、彼らを監視するために「天色優」という名で仲間となる。未来を予知する能力を持つ香純たちに取り入るため、未来の状況が文字として体に現れる＜スティグマ＞という能力があると嘘を付いている。香純たちと行動をともにしているうちに、次第に彼らの本当の仲間となっていく。
フォルテッシモの元相棒であり、彼に「自分の好敵手になりうる可能性がある」とまで言われて期待されている存在であった。大勢の敵の攻撃を退けたものの重症を負い、生還率の低い冬眠モードに入ることを示唆されながら以後は生死不明となるが、その後の作品でも名前だけ度々登場する。
神元 功志（こうもと こうじ）
- 登場作品：『パンドラ』

未来の音を口で再現する＜ウィスパリング＞の能力を持つ。能力の使用中は本人の意識が無くなるので、未来予知の結果は別の人が聞かなければならない。
新興宗教の教祖と司祭である両親の欺瞞に嫌気がさし、自立しようとしていた。古い知り合いである辻を敵の攻撃からかばって死ぬ際、鯨波の如き＜ウィスパリング＞を発動し、ブギーポップが駆けつけ、辻の命を救う事となった。
辻 希美（つじ のぞみ）
- 登場作品：『パンドラ』『ハートレス・レッド』

朱巳の中学校時代の同級生。小学生の頃から功志に恋をしていて、共通の秘密を持つために、未来の光景を描く＜オートマティック＞という能力を持っているという嘘をつく。
数宮 三都雄（かずみや みつお）
- 登場作品：『パンドラ』

未来の状況などを抽象的に感じる事が出来る＜ベイビィトーク＞の能力を持つ。香純たちを敵の攻撃からかばって死亡した。
キト
- 登場作品：『パンドラ』『ヴァルプルギスの後悔』

統和機構と対立する組織が作り上げた生体兵器で、幼い少女の姿をしている。
体内にあるウイルスを保有しており、薬品によって人為的に発病させた場合、効果範囲は首都圏等の規模で特定できる。しかしキトの生命活動が停止するとウイルスを抑える免疫抗体が死滅し、恐ろしく感染能力の高いウイルスがばら撒かれ、その場合は人類を全滅させる規模まで広がる。ただし、二次性徴を無事に迎えればキトの身体は生物学的に変化を起こしウイルスは死滅する。事件後、凪の計らいによって、海外で生活している榊原弦に養子として預けられた。

## 『歪曲王』の登場人物
寺月 恭一郎（てらつき きょういちろう）
声 - 大川透（第2作）
- 登場作品：『歪曲王』『ペパーミントの魔術師』『ホーリィ&ゴースト』『メモリアノイズの流転現象』『酸素は鏡に映らない』

巨大企業MCEの社長。その正体は統和機構の合成人間で、老化のスピードが遅いことから年相応に見られるための化粧をしている。統和機構が経済を都合良く操るために会社を設立したが、その規模が大きくなって目立ちすぎるようになったため、統和機構に処分される。死ぬ直前にこの作品の舞台となるムーンテンプルを建設する。『歪曲王』では若い顔しか描かれていないが、コミック版の『メモリアノイズの流転現象』では初老に近い顔で登場している。巨額の財産を金貨の形でとある場所に隠していたが、その在処は統和機構の調査力をもってしても見つけることはできなかった。
彼の残した「置き土産」の影響は本シリーズのみならず、上遠野の他作品においても見て取れる。
橋坂 静香（はしざか しずか）
声 - 杉山里穂（第2作）
- 登場作品：『歪曲王』

ムーンテンプルに訪れていた親子連れの母親。厳格な母親に反発して若いころから男遊びを繰り返していた結果、20歳の時に父親が分からない子供を妊娠する。その際、交際のあった男性のうち寺月に父になって欲しいと迫った。生殖能力を持たない寺月は自らの正体を隠すために静香と付き合っていたことから、真の父になることを拒否する一方で彼女の気概を気に入り、養育費として莫大な金を渡した。その後の静香は遊びをきっぱりと止め、女手一つで真を育てる。内心では自分が本当に母親として相応しい存在なのか不安に思っている節があり、その歪みを歪曲王に引き出される。
橋坂 真（はしざか まこと）
声 - 内藤有海（第2作）
- 登場作品：『歪曲王』

5歳。静香の息子。父の姿を全く知らず、自分の想像の中で父は怪獣だと思い込んでいる。これは母親の静香が「父親」の事を話す際の態度から、子供が持つ特有の想像力で人物像を形成していった為であり、彼の心の中にのみ存在しうる怪物であった。
ゾーラギ
- 登場作品：『歪曲王』『チャリオット・チューグル』

真が想像した自分の父。歪曲王の力で実体化し現れる。身長数十メートルはある巨大な六つ足の怪獣の姿をしており、町を破壊して回る。ブギーポップと互角に戦い、手傷を負わせた。他の作品には登場していないが、『夜明けのブギーポップ』においてブギーポップとエコーズの残滓が会話を交わしているのは、ゾーラギが破壊した世界である。
子供の持つ信じる「心の強さ」と、歪みながらも芯の通った存在であったため、引き出された「歪み」の大きさは圧倒的であった。その為、一度怪獣を打ち倒した隙に、真に「立ち向かうヒーロー」の姿勢を見せて説得しなければならなかった。
歪曲王の事件が終わった後も事件被害者の心を渡って精神世界に存在し続けている。その影響で反発存在チャリオット・チューグルが誕生することとなる。
道元 咲子（みちもと さきこ）
声 - 津田美波（第2作）
- 登場作品：『歪曲王』

敬の中学校時代の同級生。事故で亡くした親友に対し、罪悪感を抱えていた。歪曲王の力で「歪み」を引きずり出されて別世界に飛ばされ、そこで死んだはずの親友と再会する。歪曲王の実験の成功例で、過去に打ち勝ち心に“輝けるもの”を獲得できた。
日奈子（ひなこ）
声 - 赤﨑千夏（第2作）
- 登場作品：『歪曲王』

道元咲子の親友。歪曲王の力により、咲子の前に現れる。
篠崎 譲（しのざき ゆずる）
声 - 手塚ヒロミチ（第2作）
- 登場作品：『歪曲王』『メタル・グゥルー』「しずるさんシリーズ」

イベントの客整理のバイトをしている私立大学生。『メタル・グゥルー』序盤にも端役として登場している。
歪曲王（わいきょくおう）
- 登場作品：『歪曲王』『メタル・グゥルー』『チャリオット・チューグル』「しずるさんシリーズ」『溶暗のデカダント・ブラック』

主体が無い、ブギーポップと同種の「自動的な」存在。人の心残りを「隠された歪み」として引っ張り出す能力を持っており、歪曲王はその人物の姿をとって各個人の精神に現れる。そのため、歪曲王の姿は人の数だけ存在し、それらは共通して恐ろしいほど光がない目をしている。ムーンテンプルでの行動目的は、人がその歪みに立ち会った上でそれを受け入れ、更に心の有り様を高める事が可能であるかを確認する「歪みを黄金に変える」ための実験であった。
『溶暗のデカダント・ブラック』では新刻敬に一時的に能力を預けるという形で事件解決に協力する。その際の能力は弱体化しており新刻敬を対象にしか発現することができない。世界の敵の能力に呑まれた彼女の精神を守るべく尽力し、事件解決後は本体に帰還していった。
短編作品『メタル・グゥルー』『チャリオット・チューグル』にも登場している。

## 『夜明けのブギーポップ』の登場人物
黒田 慎平（くろだ しんぺい） / 岸田 一朗（きしだ いちろう） / スケアクロウ
声 - 近田和生 / 宮内敦士
- 登場作品：『夜明けのブギーポップ』『Boogiepop Phantom』『ヴァルプルギスの後悔』

統和機構の合成人間。人の顔色を見るだけでその人の健康状態を知る事ができる能力をもつ。MPLSの探索が任務で、探偵事務所を隠れ蓑にしている。
寺月恭一郎の身辺調査中に入院中の凪に出会い、何度か言葉を交わし、後の彼女の生き方に大きな影響を与えることになる。“進化”により死にかけていた彼女を救うため統和機構の施設から薬品を盗み出し、彼女の命を助けるが、スケアクロウ自身は反逆者としてモ・マーダーに殺害された。死の間際にブギーポップと出会い、衣装を譲った。
彼の死後、隠れ蓑として使っていた探偵事務所は凪が父の著作権等を管理する事務所として借りている。
『Boogiepop Phantom』では如月真名花の能力によって凪の身辺を「岸田一朗」の名で探っていた瞬間の彼が復活。記憶をなくしながらも凪と邂逅するが、マンティコア・ファントムに乗っ取られてしまい、最後は再びブギーポップと邂逅、記憶を取り戻し、マンティコア・ファントムを道連れにする形で消滅する。また、オープニングアニメーションでは藤花や凪と同等にメイン扱いされている。
来生 真希子（きすぎ まきこ） / フィア・グール
声 - 伊藤美紀 / 木下紗華
- 登場作品：『夜明けのブギーポップ』『Boogiepop Phantom』『ロスト・メビウス』

県立総合病院の精神科の新米医師。スケアクロウが持ち出した薬品（進化薬）を拾い、それを自らに使用し超人的な肉体と相手の弱点を見抜く能力を手に入れた。その能力を活かして他人を思いのままに操り、最終的には統和機構に影響を及ぼすまでになっていた。
他人の“恐怖”を喰らうようになり、特に精神的に強い人間が恐怖に染まった時の脳髄を求めて連続猟奇殺人を引き起こす。凪の脳髄を求めて彼女を襲うが、逆に高圧スタンガンで致命傷を受け逃走、ブギーポップにとどめをさされた。世間的には連続猟奇殺人事件の最後の被害者とされる。
佐々木 政則（ささき まさのり） / モ・マーダー
声 - 阪口周平（第2作）
- 登場作品：『夜明けのブギーポップ』『エンブリオ浸蝕』『ビートのディシプリン』『Boogiepop Phantom』『パニックキュート帝王学』

統和機構の戦闘型合成人間。掌から微細な振動波を発する能力を持つ。暗殺を主な任務としており、これまでに誠一やスケアクロウ、キョウ兄ちゃんなどを殺害している。連続猟奇殺人事件の犯人を探っていたところを、同じく調査を行っていた凪と遭遇し、一時行動を共にする。真希子が凪を狙っていることを知り、真希子を食い止めようとするが誤ってピジョンを殺害（失敗）し、その隙を狙った真希子に逆に殺害される。なお、真希子が罪を被せる偽装工作を施したこともあって、彼女が起こした一連の事件は彼が犯人という事にされている。
『ビートのディシプリン』ではピート・ビートの戦術指導役として登場。一時期はある少女と三人で同居生活を送っていた事もあった。
『Boogiepop Phantom』では黒田の回想で彼を殺害する姿がシルエットで登場している。
ピジョン
声 - 加隈亜衣（第2作）
- 登場作品：『夜明けのブギーポップ』

統和機構の合成人間。高速移動の能力を持つ。スケアクロウに対して淡い恋心を抱いており、彼を殺害したモ・マーダーを憎んでいた。そこを来生真希子につけ込まれ、真希子を狙ったモ・マーダーの攻撃を引き受けるための壁として利用され死亡した。普段は女子高生の姿をしていた。
里香（りか）
声 - 若林直美 / 河瀬茉希
- 登場作品：『夜明けのブギーポップ』『Boogiepop Phantom』

連続猟奇殺人事件の被害者である若狭静枝の親友。事件を追っていた凪とモ・マーダーに、犯人を決定づける証言をする。
篠北 周夫（しのきた ちかお）
声 - 武蔵真之介（第2作）
- 登場作品：『夜明けのブギーポップ』『ビートのディシプリン』

糖尿病で県立総合病院に入院していた会社員。『夜明けのブギーポップ』では下の名前は出てこない。入院中は恐怖喰らいと化した真希子によって恐怖を味わわされる日々を送っていたが、実は彼女に肉体を改造され合成人間と同等の身体能力を獲得していた。なお、この設定が登場する『ビートのディシプリン』以前に放映された『Boogiepop Phantom』でも、真希子は様々な人物に進化薬を使っていた。

## 『ペパーミントの魔術師』の登場人物
軌川 十助（きがわ とすけ）
- 登場作品：『ペパーミントの魔術師』『ビートのディシプリン』

統和機構の合成人間で、「ノトーリアスI.C.E.」（悪名高い失敗作の意、I.C.E.はIncomplete Errorの略）と呼ばれる失敗作。緑色の肌をしていて血が青い。驚異的な再生能力と怪力、痛みという感情について強い拘りがあり、それを起因とした「人が自分自身で見ないようにしてきた心の痛みと同化する」能力を持つ。
経緯は不明だが、軌川典助に幼少の頃から保護されていた。緑色の肌と青い血という特異な身体的特徴から、典助から家の部屋の外へ出されることはなく、本人も納得していた。典助の没後まで外に出たことがないため、世間知らずで子供っぽい性格をしている。寺月恭一郎によってアイスクリーム作りの才能を認められ、アイスクリームチェーンメーカーの社長になる。その後、統和機構の策略に巻き込まれるも楠木玲、スプーキーE、飛鳥井仁との対話によって心の痛みというものが決して人間に害を与えるものではない、人間の大切な一部であることを理解し、同時に自分が人から大切な心の痛みを奪っていたことを自覚する。
ブギーポップは彼を“世界の敵”になりえる危険人物として監視していたが、彼に「世界に対して能力を行使する気が無い」ことを見抜き、最終的に彼を見逃した。それにより自分の罪は人は疎か死神にすら裁かれないという事実を知り、生まれて初めて自分自身の心の痛みを知ることとなる。
楠木 玲（くすのき れい）
- 登場作品：『ペパーミントの魔術師』

お菓子作りの天才で、十助のパートナーとして見出され、後に副社長となるパティシエの女性。十助に負けず突飛で、気の強い性格をしている。十助に対して恋愛感情に近いものを抱いていたが、一緒に居ると自分の心の痛みを忘れてしまうということ、本業のお菓子作りではなくアイスクリーム作りに夢中になってしまうことを恐れた彼女は、十助のもとを離れ退社する。しかし決意も虚しく、退社直後にスプーキーEの能力によって端末にされてしまい彼女の心の痛みは能力による洗脳により消滅してしまうこととなる。
後に飛鳥井仁がその事実に気付くが洗脳を解くということをあえてせず、山小屋で出会った十助に“心の痛みを忘れた彼女が作ったケーキ”を食べされて彼女の異変を間接的に伝える。
異変に気付いた十助によって洗脳は解かれ、心の痛みと同時に十助への恋心を思い出すが、自分の存在は楠木玲の人生を歪めてしまうと判断した十助は彼女の恋心を能力で奪う。自分の心の痛みを思い出させてくれた十助に感謝の意を示すが、彼女がかつて抱いていた十助を好きだったという気持ちは消えてなくなってしまった。
蝉ヶ沢 卓（せみがさわ すぐる） / スクイーズ
- 登場作品：『ペパーミントの魔術師』『エンブリオ浸蝕』『ハートレス・レッド』『天使篇 真贋について』

統和機構の戦闘型合成人間。見えない攻撃をほぼ無音で正確に狙撃できる。表向きは蝉ヶ沢卓という名でプロのデザイナーとして活躍しており、竹田啓司が尊敬し、師事している事務所の先生からも、「彼の仕事は見ておいて損はない」と言われる程、業界内では有名人として通っている。また、デザイナーとして活動するときはオネエ言葉で喋る。なお、『ハートレス・レッド』で彼は表の仕事（デザイナー）を好んでおり、統和機構の仕事を片手間だと語っている。
景山（かげやま） / キャプテン・ウォーカー
- 登場作品：『ペパーミントの魔術師』

統和機構の殲滅型合成人間。自らの気化した汗で人間の生体組織を破壊する能力を持ち、密集した所なら一瞬でその場にいる人間を皆殺しに出来る。景山という名で十助の側近を演じていたが、実際には監視する役割だった。
内に秘めた傲慢さを持つ。彼にとって世界や人間は破壊の対象でしかなく、その傲慢さが極限に達した瞬間に完全に“世界の敵”となってしまい、ブギーポップに殺害される。
軌川 典助（きがわ のりすけ）
- 登場作品：『ペパーミントの魔術師』

十助の養父で、ある程度統和機構との繋がりを持つ社会的実力者だった一方、独身で十助以外の家族もいなかった。『ペパーミントの魔術師』は彼の死から始まり十助の回想以外にはほとんど出番が無い。十助と接触を続けるうちに彼の能力の影響を受け、誰も傷付けられない性格となっていた。
律子（りつこ）
- 登場作品：『ペパーミントの魔術師』

十助のアイスクリームチェーン店のアイスが大好きなただの女子高生。巻頭と巻末に少しだけ登場する。

## 『エンブリオ浸蝕/炎生』の登場人物
穂波 顕子（ほなみ あきこ）
- 登場作品：『エンブリオ浸蝕/炎生』『ハートレス・レッド』

県立深陽学園の生徒で、かつて水乃星透子の「巫女」として行動を共にしていたが、彼女が死んだ際に記憶の大半を道連れにされたため本人はそのことを覚えていない。その数年後にエンブリオと出会った事で、透子の能力で仮託されていた＜ストレンジ・デイズ＞が一時的に復活する。確固たる理由もなく「守りたいという意思」に従おうとエンブリオとともに逃走するが、高代亨と弟の弘の安否を確認するため事件の渦中に姿を現しブギーポップと対峙することになる。その際、ブギーポップに殺される危険性を侵しながらもエンブリオを庇い続け、彼女の願いを聞き入れたブギーポップにエンブリオを託す。
高代亨にほのかな気持ちを抱いていたが、思いは伝えられないまま高代は姿を消した。
穂波 弘（ほなみ ひろし）
- 登場作品：『エンブリオ浸蝕/炎生』

顕子の弟。危機的状況に陥っても思考は冷静で、事件中は気性の荒いフォルテッシモの反感を買うことなくその場に順応して行動していた。「エンブリオ」を持って逃げてきたサイドワインダーに直接接触した際、その時エンブリオの影響を受けた事で、周囲の物事が彼に差し障りのない様に流れる無意識の能力＜タイトロープ＞を発現させる。これにより意図せずに姉やフォルテッシモの運命にブギーポップを介入させ、姉の心に巣くっていた＜ストレンジ・デイズ＞の能力を引き出し、枯渇消滅させることに成功したことで姉を守り抜いた。
高代 亨（たかしろ とおる） / イナズマ
- 登場作品：『エンブリオ浸蝕/炎生』『ビートのディシプリン』『ヴァルプルギスの後悔』

19歳のフリーターものの「弱点（隙）」「死線」が見える能力＜イナズマ＞を持つ。
「弱点（隙）」は空中に浮かぶ線として見え、その線をなぞるように攻撃することで、相手の反撃・防御・回避行動をかいくぐって最も脆い部分を的確に攻撃できる。「死線」もやはり空中に浮かぶ線として見え、「危険が存在する位置」を示している。簡単に言うと「どう攻撃すれば壊せるか」「どこに危険があるか」がわかる能力。そのためそれ自体には物理的な干渉力のない、感覚に限られた力でありながら、非常に戦闘向きの能力となっている。
ただし、線」からわかるのは「位置」だけで、線上で具体的にどのようなことが起きるかは（実際に起きるまで）わからない。また、「弱点」「死線」ともに空間上の存在に過ぎず、空間そのものを切断するフォルテッシモの能力には対応できない。空間切断の位置を「死線」で読むことはできないし、「弱点」を突いて攻撃しようとしても空間切断で「線」ごと破壊されてしまう。
性格は温和だが、憧れの存在である榊原玄のような「サムライ」を目指しており、武道にも精通している。榊原の弟子である正樹と出会った事で、自身の信じた道は間違っていなかったと確信に至るも、フォルテッシモとの初戦でそれら全てを自らの弱さにより失ってしまう。結果、彼は高潔な強者である「サムライ」ではなく、身を落とした只の「イナズマ」として再びフォルテッシモに戦いを挑み、勝利をつかんだ。
「イナズマ」の名付け親はフォルテッシモ。由来は本名の「亨」の読みが「とおる」なので、それを北欧神話の「雷神トール」に掛けて「イナズマ」とした。
『ビートのディシプリン』において登場した際には飛鳥井仁らと協力して動いており、統和機構と対立した。またその際のフォルテッシモとの再戦時には、フォルテッシモを翻弄する戦術を披露するも、攻撃を当てるには至らなかった。
『ヴァルプルギスの後悔』では氷の魔女アルケスティスに立ち向かえる程の胆力と精神力を見せるものの、成す術なく敗れた。
リィ舞阪（まいさか） / フォルテッシモ
- 登場作品：『エンブリオ浸蝕/炎生』『ビートのディシプリン』『沈黙ピラミッド』『化け猫とめまいのスキャット』『竹泡対談』『私と悪魔の100の問答』『ヴァルプルギスの後悔』『螺旋のエンペロイダー』『最強は堕落と矛盾を嘲笑う』

統和機構において「最強」の名を冠しているMPLS。「リィ舞阪」は本名であるかは不明。ある作品ではフォルテッシシモから力を欠けた事を意味する「シシャモ」を名乗った事もある。
好戦的で大胆不敵な性格をしており、自身が最強であることへの自覚と退屈さから、とにかく強い存在と戦うことを望んでいる。その事もあってブギーポップと対決を迎えそうな局面も見られたが、結果かわされてしまっている。また真に強い相手（能力の有無、合成人間であるかに関わらず）には敬意を払うが、戦闘能力の高い相手であっても、精神的な弱さを露呈した者には興味すら持たない。また、朱巳のように独特の強者論を持つ相手を苦手とする。「最強」である一方、事件後の事情聴取などの雑用に駆り出されることもある。その際は明らかにやる気のない態度を取る。最強ではあるが自身が頂点に座する事には面倒くささを覚えており、"中枢""皇帝""エンペロイダー"と様々な概念で称される統和機構のいずれかの頂上に立つ気はない。
空間の罅割れを見る事ができ、更にそれを指で広げることが出来る＜ザ・スライダー＞の能力を持つ。これはあらゆるものを切断でき、生物を切断すれば肉体のみならず生命（死のエネルギー）そのものが切り裂かれるため、攻撃を受けた対象は同じ「生命の力」が補充されない限り傷は塞がらなくなる。同時にこれは攻撃を防ぐ盾にもなり、『ヴァルプルギスの後悔』では命体に効果のある魔女の波動すら遮断していた。他にも自らの足元の空間を切り刻み続けての高速移動や体内に入った毒物の排除など幅広く応用が利く。一方、意識下でセーブしているために射程距離が短いことと、攻撃と防御を同時には行えないこという弱点があり、その点をイナズマに突かれ、フェイントとカウンターの合わせ技を食らって倒される。フォルテッシモではない人物がこの力を得た際に確認した効果範囲は地球上では無制限で、地球外に出た際に及ばない範囲もある事が判明。また、罅割れの極限を覗き込んだ際に"虚空"の領域と、そこに存在した"牙"を持った存在を確認している。イナズマによればMPLSというよりは「"矛盾"の奇蹟遣い」であると推測されている。
彼の持つ真の資質は「無意識のレベルで油断をしない（出来ない）事」そのものであり、それゆえ強大な能力を完全に制御下に置く事を無意識下で常に行っている。そして彼の心にあるのは弱さであり、それ故に他のあらゆる要素に油断しない資質を備えた最強である事をブギーポップに指摘されている。
オキシジェンとは顔見知りであるが、彼が中枢であることは知らない。
イナズマを見出し、その後も因縁を持つ相手となる。イナズマとの勝負後は『ビートのディシプリン』の主人公であるピート・ビートに強者の可能性を見出し、最終的に対峙する事となったが、戦いを終えた後ビートに対しては自身の気持ちに決着をつけた。
『竹泡対談』では、ブギーポップによって『ナイトウォッチ三部作』に登場する「人類の守護者」「鉄仮面」「星に触れる者」と呼ばれる存在、マイロー・スタースクレイパーとの邂逅が示唆されている。
パール
- 登場作品：『エンブリオ浸蝕/炎生』『ビートのディシプリン』『ヴァルプルギスの後悔』『オルガンのバランス』『螺旋のエンペロイダー』

統和機構がエコーズをコピーして生み出したマンティコア型の合成人間。
原理は異なるもののエコーズやマンティコア等と同様に変身能力を持っており、「百面相（パールズ）のパール」の異名をもつ。統和機構からマンティコアが逃走したことに伴い、同型の合成人間が粛清されたため、自分も組織を抜けて反統和機構組織「ダイヤモンズ」に逃げ込む。自らの力量を知り、豊富な実戦経験を積んでいる事から非常に立ち回り方が上手く、あらゆる危機的立場に対して柔軟に対応する。
当初は若い女性の姿をしていたが、変身の基盤である幼い少女の姿をとり、ジィドと共にアルケスティスと行動を共にし、その下で動いている。
『螺旋のエンペロイダー』では三谷文としてNPスクールに潜入している。
エンブリオとの接触によって「終点の引き出す力」という性質のMPLS能力に目覚める。これは触れる事で、対象の潜在能力を引き出す事が出来るという、統和機構にとっては厄介な能力であった。
瀬川 風見（せがわ かざみ） / スワロゥバード
- 登場作品：『死神を待ちながら』『エンブリオ炎生』

ピジョンの友人で、和機構のエージェントのとして活動する表向きの職業は女優。相手の表情を見て心理を読むことに長けている。外伝『死神を待ちながら』では主人公を務めた。「瀬川」の名前は名家らしく、彼女も名前のみが『メモリアノイズの流転現象』にも登場している。
サイドワインダー
- 登場作品：『エンブリオ浸蝕/炎生』

この物語のきっかけとなる人物。統和機構からエンブリオを持ち出し、裏切り者としてフォルテッシモによって処分されるが、死の間際に弘にエンブリオを託す。エンブリオの声が聞こえる者に自動で届ける能力を持つ。
ジ・エンブリオ
- 登場作品：『エンブリオ浸蝕/炎生』『化け猫とめまいのスキャット』『ビートのディシプリン』

卵型の携帯ゲーム機に宿る意識体。モ・マーダーが採取したキョウ兄ちゃんの脳波を基に、統和機構が造りあげた。人の持つ殻を打ち破らせ、“突破”させる力を持つ。オリジナルの記憶や面影は無く、賑やかで口数が多い悪態つきで事あるごとに自殺願望を口にする。顕子と行動を共にするうちにその性格は丸くなり、生きるという行為に目を向けるようになる。現在はエジプト十字型のアクセサリーに移動し、フォルテッシモと行動を共にしている。彼の声が聞こえる＝MPLSの素質を持つものであるためフォルテッシモ自身の仕事に少なからず役立っている。
本木 三平（もとき さんぺい）
- 登場作品：『エンブリオ浸蝕』

父と喧嘩して家出した少年。顕子が手にしていたエンブリオの声を聞き、恐怖や焦燥が最大限になった時にその感情を周囲の人間に感染させる＜カウントダウン＞の能力を開花させたが、その可能性を危惧したブギーポップに能力のみを殺され、自覚しないまま能力を失った。
柿崎 皆代（かきざき みなよ）
- 登場作品：『エンブリオ炎生』

交通事故で恋人を亡くした女性。生きる理由も無く呆然とした日々を過ごしていたところを顕子に諭され、救われる。
キョウ兄ちゃん
声 - 新祐樹（第2作）
- 登場作品: 『夜明けのブギーポップ』『エンブリオ浸蝕/炎生』

本名不明。他人の才能を開花させることのできるMPLSで、物語の始まる7年前モ・マーダーに殺された。その後、彼の脳波はモ・マーダーにコピーされてエンブリオとなる。生前、顕子に死神の話をしていた。また死の間際にモ・マーダーに語った言葉は、彼の生涯に大きな影響を与える事になった。

## 『ハートレス・レッド』の登場人物
九連内 朱巳（くれない あけみ） / レイン・オン・フライディ / 傷物の赤（ヴァーミリオン・ハート）
- 登場作品：『ハートレス・レッド』『ビートのディシプリン』『ヴァルプルギスの後悔』『不可抗力のラビット・ラン』『螺旋のエンペロイダー』

幼い頃より両親から”気味の悪い子”と疎まれていた少女。両親が借金を苦に夜逃げした際、自身は一人家に留まり、取り立てに来た借金取りを話術のみでたじろがせる。その子供とは思えない程の鮮やかな心理操作技術からMPLS能力者との疑いが持たれ、以降はミセス・ロビンソンの娘として統和機構の監視下に置かれることとなる。本人は自らの話術をただの技術としつつも、身の安全を確保し、且つ統和機構の中でそれなりの地位を保つために＜レイン・オン・フライディ＞というコードネームをさも能力名であるかのように利用している。
性格は不遜で冷静。また、激昂している様子を凪にも気付かれない程の演技力を持つ。大変な“嘘つき”を自称しており、それは彼女の能力、生きる姿勢、他者への接し方にも強く表れている。統和機構中枢からは自らの後継者候補の一人と認識されているが、実際は密かに統和機構の意思に反する工作を行ったり、同じく統和機構の意思とは異なった動きを見せる飛鳥井仁らと手を結ぶ事となる。また彼女の工作により、霧間凪の存在は統和機構には秘されてきた。
霧間凪の後継となるヴァルプルギスの『器』。最終的には凪さえも凌ぐであろう存在になれる可能性を持っていた。
九連内 千鶴（くれない ちづる） / ミセス・ロビンソン
- 登場作品：『ハートレス・レッド』

手から“触れるモノを蒸発させる液体”を発する＜ワイバーン＞の能力を持つ間接戦闘型合成人間、戸籍上朱巳の母親を名乗る。
任務上の偽装のはずが、いつしか朱巳という少女自身の在り方とその未来を意識するようになってしまう。朱巳の母親であることを望み、実は朱巳自身もそのことを望んでいた。
内村 杜斗（うちむら もりと） / フェイルセイフ
- 登場作品：『ハートレス・レッド』

九連内朱巳のクラスメイト。普段はおどおどしているが、その正体は水乃星透子から＜ストレンジ・デイズ＞の能力の一部を授けられたMPLS。自己保身の塊で、臆病でこそあるが本質では人を道具としか見ていない。
＜ストレンジ・デイズ＞を応用した能力＜フェイルセイフ＞を持つ。これは抜き出した「死のエネルギー」を自らの中にストックし、死んでもストックしたそれを使って蘇生することができるというもの。ストックできる回数は最大で蘇生13回分。そのため「何度も死に続ける状況」に置かれると本当に死んでしまう。また「死のエネルギー」そのものを切断できるフォルテッシモとは相性が悪いらしい。蘇生時にはある程度傷も回復するが、器官を再生させるほどの力はなく、腕を切断されればそのままとなり、首を刎ねられれば首だけで生きている状態になってしまう。また、「死のエネルギー」を抜かれて抜け殻になった生物を操ることもでき、それを用いて自らを脅かす者を抹殺してきた。
水乃星透子を裏切り、自己保身のために＜ストレンジ・デイズ＞を使用していたが、実際には水乃星透子の思惑の中で踊っていたに過ぎなかった（＜ストレンジ・デイズ＞を保身のみで使用した場合どうなるかの実験台とされていた）。
統和機構に潜入するため、九連内朱巳を利用しようとするが返り討ちに遭い、その後出会った穂波顕子に能力を奪い返されてしまう。この時点で既に肉体は滅んでいたがそれには気付かず、最後はブギーポップに自らの死を告げられて、"無為"を体現した"世界の敵"として死ぬ事となる。
本物の内村杜斗は家族もろともすでに殺されており、偽名としてこの名を名乗っているにすぎない。本名不詳。

## 『ホーリィ&ゴースト』の登場人物
濱田 聖子（はまだ せいこ） / ホーリィ
- 登場作品：『ホーリィ&ゴースト』

特殊能力を持たない普通人。結城玲治ともに「スリム・シェイプ」の眼にとまり、犯罪コンビ「ホーリィ&ゴースト」として活動を始める。「ホーリィ」は「聖子」の「聖」を英語化したもの。
結城 玲治（ゆうき れいじ） / ゴースト
- 登場作品：『ホーリィ&ゴースト』

普通人で「ホーリィ&ゴースト」の片割れ。ホーリィが「ゆうきれいじ」を「ゆうれい」と聞き間違えたのが、「ゴースト」の名の由来。
スリム・シェイプ
- 登場作品：『ホーリィ&ゴースト』

通信を介してホーリィ&ゴーストおよびタル、ジェスを動かす人物。全身を包帯に包まれたコミカルなイタチのキャラクターとして、カーナビやPCの画面に現われる。正体は重症の入院患者「江守譲」であり、唯一動く左手でコンピュータを操る凄腕プログラマー。霧間凪とは旧知の仲。
ドクター
- 登場作品：『ホーリィ&ゴースト』

戦時中軍医として働いていた人物。寺月恭一郎の遺産の一つで、地面に植えつけると急激な勢いで何をも貫き根を広げる統和機構産の植物「ロック・ボトム」で世界を破壊しようとしていた。だが、それ故にブギーポップに殺される事となった。
宇治木 貢（うじき みつぐ）
- 登場作品：『ホーリィ&ゴースト』

寺月恭一郎の遺産の三分の一を管理していた人物。その遺産の中に「ロック・ボトム」があった。
雨宮 世津子（あまみや せつこ） / リセット
- 登場作品：『ホーリィ&ゴースト』『ビートのディシプリン』『ギニョールアイの城』『ロスト・メビウス』『オルフェの方舟』『アウトランドスの戀／ポルシェ式・ヤークトティガー』『オルガンのバランス』『騎士は恋情の血を流す』『化け猫とめまいのスキャット』『ヴァルプルギスの後悔』

実姉である「雨宮美津子」と共に統和機構に属するMPLS。その高い戦闘能力からしばしばフォルテッシモと並称される。表の顔は警察官僚内で警視総監ですら恐れるほどの権力を持つ人物。
理由もつけずに自分の前から去ってしまった姉の美津子の行方を追っている。
その手の中から投げる、ないしは発射した物の着弾時の威力を自由に変える事が出来る＜モービィ・ディック＞の能力を持つ。その異名通り、その能力で「全ての事象を取り消し（リセット）」する。威力を最大にした場合の物理的な破壊力は巡航ミサイルすら上回る統和機構最大のものであり、逆に威力を絞れば鍵開けのような隠密の工作も自在に行える。作中では披露されていないが、優れた回避能力も備えている模様。
魔法使い「アウトランドス・ダムール」を巡る戦いの中、遂に姉と再会を果たす。そして姉が世界を滅ぼすより早く世界を支配することを心に誓う。
ピート・ビート
統和機構の合成人間。『ビートのディシプリン』シリーズの主人公で、本作では名前のみ登場。詳しくは『ビートのディシプリン』を参照。

## 『ジンクス・ショップへようこそ』の登場人物
楢崎 不二子（ならさき ふじこ）
- 登場作品：『ジンクス・ショップへようこそ』『ソウルドロップの幽体研究』

ある資産家の娘で、街でオキシジェンの能力を目の当たりにして商売に使えないかと考え、「〜するとよい」「〜してはいけない」といったジンクスを売る店を開く。上遠野の他シリーズ作品である『ソウルドロップの幽体研究』にも名前が登場している。
柊（ひいらぎ） / オキシジェン
- 登場作品：『ジンクス・ショップへようこそ』『ビートのディシプリン』『酸素は鏡に映らない』『ヴァルプルギスの後悔』

統和機構の中枢（アクシズ）と呼ばれる存在。その立場と反し、酸素のように存在が希薄で人に認知されないことが多い。無感情で機械的を通り越して空気のような話し方をする。酸素を「生命が存在する上で絶対不可欠な要素である」と同時に、広大な宇宙空間で天文学的な確率で生物を発生させる要因を担った「劇薬」と定義しており、それを象徴する存在である。
自然に偏在する運命の糸そのものを視る事が出来る能力を持つ。一種の未来予知能力だが（正確には近い未来に起こるはずの事象を現在に引き寄せる力）、百発百中というわけではなく、加えてMPLS能力でありながら世界に変革をもたらさない力であるため、本人は最も無意味なMPLSであると評している。それでも「統和機構は全世界を支配している」という幻想を作り出し、実際に統和機構を統和機構たらしめている能力でもある。通常の未来視であれば可能性を全て潰すという対策が成せるが、オキシジェンは運命を自ら紡ぎ出す事は出来ない代わりに選択操作（因果律操作）が可能で、婉曲的になっても自分の望む形の未来へと繋げる事ができる。これは自衛や攻撃にも利用可能で、敵意を持って攻撃された場合、その規模に応じて運命操作が発動、攻撃相手のカウンター攻撃に用いられる。事象の規模は数十億分の一程度から、天文学的確率までと幅広い。
肉体そのものは既に死んでおり、MPLS能力と魂によって中枢としての運命のみで生きている。次期中枢を探しており、和子を最有力候補として選び出した。ブギーポップの存在を認識しているものの面識は無い。
髪型は「ゲゲゲの鬼太郎」のようだと作中で評されている。初登場時は茶髪だが、『酸素は鏡に映らない』では黒髪になっている。
カレイドスコープ
- 登場作品：『ジンクス・ショップへようこそ』『ビートのディシプリン』『酸素は鏡に映らない』『ヴァルプルギスの後悔』『パニックキュート帝王学』

オキシジェンの護衛を務める合成人間で、行動を共にしていることから「副王」と綽名される。自らの解像度を変化させる＜カレイドスコープ＞の能力を持つ、システムでも最も強力なエージェントの一人。また、特徴として左右の目の色が違う（右目が黒、左目が青）ため、それを隠すためのサングラスを掛けている。
能力は「万華鏡」の意味を持つ自身のコードネームと同一のもので、皮膚細胞の振動から空気を操作する能力。それを直接的な攻撃ではなく、光の屈折変化、体臭や音の斜断、足跡の偽装などに用いて自身の姿を完全に消し去る。中枢を守護する事に完全特化したものであるが、消えた状態での暗殺も勿論可能となっている。
『パニックキュート帝王学』ではパニックキュートの死を受け入れられず暴走するマロゥボーンを追跡中、窮地の和子を救出する。
伊東谷 抄造（いとうや しょうぞう） / シェイム・フェイス
- 登場作品：『ジンクス・ショップへようこそ』

楢崎家に仕える家令。相手が自分に向ける気配、視線を跳ね返す＜シェイム・フェイス＞の能力を持つ。跳ね返された相手はただひたすらに自分が自分であることがどうしようもなく恥ずかしくなる。また特殊な呼吸法を習得しており、それによって一時的に身体能力を増強することもでき、先の能力と合わせて隙だらけになった相手を駆逐する。ブギーポップ共々ギミー・シェルターの罠に嵌められ、動死体（ゾンビー）に囲まれる事になるが、ギミー・シェルターを発見させるためにブギーポップとの共同戦線を解除し、命を落とす。最後まで、主である不二子の事を気にかけていた。
澄矢 雅典（すみや まさのり） / ホワイト・ライアット
- 登場作品：『ジンクス・ショップへようこそ』『ビートのディシプリン』

統和機構の対立組織の一員。相手の焦燥感の歯止めをなくす＜ホワイト・ライアット＞の能力を持つ。ブギーポップ曰く戦闘能力や生き方の方向性など“世界の敵”の典型と言うべき存在。
小宮山 愛（こみやま あい） / スイッチスタンス
- 登場作品：『ジンクス・ショップへようこそ』

ティッシュ配りの女性で、液を付着させた他人の意思、精神力を奪い操る＜スイッチスタンス＞の能力を持つ。統和機構の頂点に立とうと画策し、オキシジェンの意思を奪おうとする。その際、彼の精神に接触して世界の在り方の真相を知り、その事実に絶望してデパートの屋上から墜落、仲村を巻き添えにして死亡した。オキシジェン曰からは、界の支配者という自称に対して精神がまるで釣合ってない小物。とみなされており、その転落死はオキシジェンの観測する因果律の範囲内だった。
仲村 紀美香（なかむら きみか） / ギミー・シェルター
- 登場作品：『ジンクス・ショップへようこそ』『酸素は鏡に映らない』

相手の体に自らの頭髪を植え付ける事で相手の精神、ひいては肉体、生死をも支配する＜ギミー・シェルター＞の能力を持つ女子高生。能力が貧弱であるが故に、自己防衛意識が常人の何倍も高く常に自分を護ることを考えている。彼女にとって自分の身を護ることがすべてにおいて優先され、自分の身を護るためなら家族友人身内を含むすべての人間を平気で切り捨てる。激化する統和機構とMPLSの抗争から身を護るため、彼女の自己防衛意識は誰にも気付かれない場所でひっそりとしかし確実に、世界すら飲み込む勢いで膨れ上がっていた。
"世界の敵"である事を自覚し、自らの能力で様々な人間を操り、自分に危険が降りかかる前に排除しようとしていたが、伊東谷の犠牲的な行動によってブギーポップに発見され、考えられる限りの防御策を根こそぎ潰されて満身創痍の状態で追い詰められる。最後は能力が消え去ったため、ブギーポップからは見逃されたが、既に彼女の命運は尽きており、後にデパート屋上から墜落してきた小宮山愛の巻き添えとなり命を落とした。
その際、ビルの屋上で小宮山と戦っていたオキシジェンは小宮山が一人で転落死する未来を予知していたものの、その未来から外れた“因果律の上でありえない巻き込み事故”に遭遇、小宮山の体に潰された仲村の死を目撃したことで死神の存在を確信することとなる。

## 『ロスト・メビウス』の登場人物
蒼衣 秋良（あおい あきら） / コールドメディシン
- 登場作品：『ロスト・メビウス』『オルフェの方舟』『騎士は恋情の血を流す』

統和機構とは別の組織が作り出した合成人間。他者の細胞を活性化させる＜コールドメディシン＞の能力を持つ。
困惑や空虚感を即座に怒りに変換する性格で怒りを原動力にし様々な困難に対処する。しかし、思考そのものは冷静で推理力に長けている。
統和機構とも元いた組織とも関係のない所で、母と二人で普通の人間として生活していたが、母の交通事故死によって孤児となる。そこで統和機構に発見された事で、システムに所属、しばらくは末端のエージェントとして活動していたが、あるきっかけで一度出会った来生真希子の死について疑念を抱き調べているうちにブギーポップの存在を知り、またリミットとの出会いを通じてやがてブリックの事件に巻き込まれていくことになる。
リミットが姿を消した後は統和機構に加入し、リセットの部下として、統和機構直下の公的機関「オカリナ」で働いている。「オカリナ」では外回り担当であり、以前は毛嫌いしていた友人を作るという行為に抵抗がなくなっており、性格が幾分丸くなっている。
雨宮 美津子（あまみや みつこ） / リミット
- 登場作品：『ロスト・メビウス』『戦車のような彼女たち』

雨宮世津子の双子の姉。あらゆる攻撃を遮断する＜エアー・バッグ＞の能力を持つ。正確には「触れた物体を変質させて絶対的防御力を持つ盾にする」という能力で、普段は空気を変質させて盾にしている。（乗っている自動車を変質させて盾にしたりもできる。）「盾」はあらゆる攻撃を跳ね返すが、跳ね返す方向はランダムなので、攻撃者に正確に反射するのは難しい。また変質した物体はある程度操作可能であり、空気で敵を押しつぶすこともできる。
牙の痕でイディオティックと出会い、自ら統和機構と対立する道を選び、ブリックを手に入れ逃走。その後、魔法使い「アウトランドス・ダムール」を巡る戦いの中で妹の世津子と再会する道を選ぶ。しかし、その決断は姉妹の絆をより深く決別させる結果となり、妹が世界を支配するより早く世界を滅ぼすべく、再び妹の前から姿を消す。
長谷部 京輔（はせべ きょうすけ） / イディオティック
- 登場作品：『ロスト・メビウス』『ヴァルプルギスの後悔』『螺旋のエンペロイダー』

統和機構でも特殊なポジションにいる男性。過去にオキシジェンと中枢の座を争い敗北した。オキシジェン同様生命は停止しており死ぬことはない。空間の隙間（異次元）に入り込んで身を隠す＜イディオティック＞の能力を持つ。絶対の回避能力を誇るが、異次元は時間の流れが違う為に退避中は現実であっと言う間に時間が流れてしまう。
霧間凪とは叔父と姪のような関係で、彼の血縁である長谷部鏡子は凪の実母にあたる。凪に対し、彼女の運命に関わる忠告を残して消えた。『ヴァルプルギスの後悔』にて再び登場し、統和機構の新たな中枢争いに関わる。
ブリック
- 登場作品：『ロスト・メビウス』

天から降りてきた者たちの一人。赤い肌を持つ赤子だったものが急激に成長し、少年の姿をとった。人の心にある物を引きずり出し爆弾にすることができるが、彼の自意識や感情そのものは全くあらわにならない。牙の痕で織機綺、蒼衣秋良と共に行動していたが、現在は統和機構を離反したリミットが赤ん坊の状態で所有。

## 『オルフェの方舟』の登場人物
須磨 貞夫（すま さだお）
- 登場作品：『オルフェの方舟』

クレイムクラブの構成員。自分の運命を変えた統和機構を探っている。幼い頃は心臓を患っており、とても病弱だった。幼馴染の杉乃浦春海を鬱陶しいと思いつつ実は何よりも大切に思っている。
杉乃浦 春海（すぎのうら はるみ） / ワン・ホット・ミニット
- 登場作品：『オルフェの方舟』

県立深陽学園の生徒で、宮下藤花とは中学校時代からの同級生に当たる。おどおどとした性格で、クレイムクラブで危険な仕事に手を出しているらしい須磨貞夫の身を心配している。
分子運動を活性化させることで、あらゆる物体を発火させる＜ワン・ホット・ミニット＞の能力を持つMPLS。その能力は、世界そのものを燃やし尽くすほどの激情の顕れ。幼い頃から自分が世界に相容れない存在であると自覚していたが、貞夫と出会ったことにより世界への見方が変化した。普段は自分の力を抑えつけていたが、貞夫の不審な行動をきっかけに感情が暴走、能力を使って世界そのものを自分基準に書き換えるという暴挙を行い、街の一画を焼き尽くす。しかし、多くの犠牲者を出しながらも勝ち取ろうとした愛と命は、ブギーポップの前に死という形で儚く燃え散ることとなる。
相川 靖子（あいかわ やすこ） / ティアジャーカー
- 登場作品：『オルフェの方舟』

統和機構の戦闘型合成人間。体内波動を集束させて、身体能力や耐久力などを一時的に強化する＜トリーズン・リーズン＞の能力を持つ。
幼い頃に強盗に一家を惨殺され、彼女も瀕死の重傷を負った。その際に統和機構により改造されたが、合成人間としては改造前の記憶が残っているという失敗作。
クレイムクラブの構成員で、ある事情から六嶺平蔵と協力し、春海を狙う。
六嶺 平蔵（ろくみね へいぞう）
- 登場作品：『オルフェの方舟』

クレイムクラブの創設者。会の趣旨は統和機構の活動への「異議申し立て」等ではなく、中立を保ってそこから利益を吸い上げることだが、本人には妻に関係する別の目的があった。
六嶺 美登里（ろくみね みどり） / フォーリン・グレイス
- 登場作品：『オルフェの方舟』

六嶺平蔵の妻。分子運動を停止させ、あらゆる物体を凍結させる＜フォーリン・グレイス＞の能力を持つMPLS。癌などの病状の進行を凍結、停止させるほか、対象に高熱を打ち消す作用をもたらすことも出来る。
能力に意思を飲み込まれかけている為、感情や意思が全く無く、体も凍りついていて自由が利かない状態であったが＜ワン・ホット・ミニット＞の影響を受け、体の自由を取り戻す。しかし彼女の心には、もはや平蔵への愛情は微塵も存在せず、普通に生きる人間全てに対する妬みだけに取りつかれた怪物と化していた。
目覚めて直ぐにブギーポップと遭遇。早急に処分され、ただの氷屑と化す。ブギーポップ曰く“雪女”。

## 『沈黙ピラミッド』の登場人物
館川 睦美
- 登場作品：『沈黙ピラミッド』

深陽学園の元生徒。初登場時高校三年生。在学中、同級生の竹田啓司に片想いをしていたが、告白しないうちに籐花に先を越されたことを後悔している。大学入試が終わり時枝と喫茶店で会話をしていた際、時枝の撮った写真の一枚にブギーポップのような影を見つけたことから写真の影を追い、結果としてメロー・イエローと遭遇することになる。メロー・イエローに脅される形で協力する形となるが、本人はあまり危険意識がない。
小守 時枝
- 登場作品：『沈黙ピラミッド』

睦美の小学生時代からの親友。中学の頃幹也に片想いをしており、今でもその気持ちに変わりは無い。写真を撮る事が趣味で、気に入った構図や風景を見つけては被写体にレンズを向け撮影している。その内の一枚に写った筒のような影を睦美が見つけたことから彼女もまたメロー・イエローと出会い、その運命に巻き込まれていく。写真の腕は趣味という範疇では収まりきらず、睦美曰く「心の動く写真」を撮るプロ並の腕前。
真下 幹也
- 登場作品：『沈黙ピラミッド』

睦美と時枝の中学時代の同級生。睦美に片想いをしていたが告白はできずに高校に上がる。喫茶店で話している二人と久しぶりに再会し、共にメロー・イエローのブギーポップ探しを手伝うが、次第にブギーポップを探すということに既視感を覚え始める。
彼の正体は本物の真下ではなく、メザニーンによって真下の記憶を移され、容姿すら変化したセピア・ステインであった。
メロー・イエロー
- 登場作品：『沈黙ピラミッド』『オルタナティブ・エゴの乱逆』

空気を操る＜ブレス・アウェイ＞の能力を持つ、“スーパービルド”の部類に含まれる統和機構の戦闘用合成人間。
組織の裏切り者や危険対象を処分する刺客の仕事を与えられることが主で、その際に抹殺理由を相手に伝えてから仕事に取り掛かるため「死にたがりのメロー」という別名が付けられた。フォルテッシモのことを「先生」と呼び慕い、常に彼を目標としている。見た目は幼女なのだが風貌は異状そのもので、しかし彼女に最も似合ったものでもある。パスタを代表に麺類に対しかなりのこだわりを持っている。
ダウン・ロデオ
- 登場作品：『沈黙ピラミッド』

三年前までは「ブーメラン・チーム」の戦闘員だったが、セピア・ステインの暴走事件以来統和機構の刺客から逃れるため、現在ではフィクス、ブーメランと共に身を潜めている。しかし街でブギーポップの名を耳にした時、三年前の謎に近付くため彼もまた死神を追う。能力は物質を一瞬で劣化させる能力、＜タイアード＞。
フィクス・アップ
- 登場作品：『沈黙ピラミッド』

「ブーメラン・チーム」の一人。物体の熱反応を読み取ったり、物質に熱反応を起こし爆発させることの出来る＜ヘビー・ヒート＞を操る。遠隔での起爆も可能であり、相手は攻撃を予測できても避けられずに終わる事も多い。
ブーメラン
- 登場作品：『沈黙ピラミッド』

「チーム」のリーダー。女性。三年前の事件でセピアの暴走に巻き込まれ重傷を負い半身不随になる。近くにいる者の記憶などから新たな情報を箴言として読み出す＜ピクチャレスク＞を持つが、いわばMPLS的な能力のため統和機構からは常に警戒されている。
セピア・ステイン
- 登場作品：『沈黙ピラミッド』

「チーム」内で最強の戦士。敵を結晶化させる能力＜ストーンズ・キャスト＞を使う、いわば"とどめ"役。危険要素のあるブーメランをいざというとき始末させるため統和機構が彼女の側に配置した。“死者が蘇る場所”の調査中に能力の暴走で死亡したと思われていたが、ミイラ化した死体（その後ロデオにより埋められた）は実際には真下幹也のものだった。
メザニーン
- 登場作品：『沈黙ピラミッド』

数千年の時をかけて集められた、人の過去のある想いのエネルギーの集積によって誕生し、MPLSのその能力のみが残ったもの。 それのことを“彼女”が気まぐれで半端な性質を「中二階」に例えてそう呼んだ時、自我を得た。生きる時代や場所によっては神と呼ばれていたこともあった。自分を見下した“彼女”を見返すために人々から悲しみの感情を吸収し、その能力の拡大を目論んだ。
自分の能力によって自身の正体を見失った相手を見下していたが、かつて逃げ切ったブギーポップと再び対峙した際、自分の正体を聞かされ、自分自身の存在を見失い永遠の疑問を持ったまま消滅する。

## 『化け猫とめまいのスキャット』の登場人物
フォルテッシモ
- 登場作品：『化け猫とめまいのスキャット』『ビートのディシプリン』『エンブリオ二作品』『沈黙ピラミッド』

本作品では主役です
輪堂 進（りんどう すすむ）
- 登場作品：『化け猫とめまいのスキャット』

音梨中学の生徒。写真部の部員。常に自由でありたいと思っている。
ある日から黒いマントと帽子を身につけ、「ぶぎい」と鳴く奇妙な猫が見えるようになる。
真駒 以緒（まこま いお）
- 登場作品：『化け猫とめまいのスキャット』

音梨中学の生徒。進とは幼馴染の少女。写真部に所属しているが、機械オンチなので撮影しても全てピンぼけ写真になってしまうという理由でマネージャーを担当している。
進と同じマンションの、すぐ隣の部屋に住んでいる。毎朝自室で霧間誠一の本を朗読しており、その声で起こされるので進には迷惑がられている。
相原 亜子（あいはら あこ）
- 登場作品：『化け猫とめまいのスキャット』

音梨中学の生徒。進らの先輩で、写真部の副部長でもある。投げやりな性格。
部の活動には熱心ではなく、部長の座が空席になっているにもかかわらず、よその部長達がみんな嫌いという理由で現在も副部長のまま通している。
末真和子の知人。
無子規 憐（むしき れん）
- 登場作品：『化け猫とめまいのスキャット』

音梨中学に転校してきた生徒。無愛想だが美少女故に一目を引き、テニス部に勧誘されていたが、進の話を聞き写真部に入部する。
ブギーポップを探しており、不思議な猫を見かけた進に特別な眼を持っているとして興味を持つ。
スキャッターブレイン
- 登場作品：『化け猫とめまいのスキャット』

音梨町に君臨しているMPLS。対象にイメージを投影・定着させる、人が人である限り決して逃れることのできない「無敵」の能力を持っている。世界の敵。
幼少の頃に能力に覚醒して以来、自らの精神の安定のために周囲のあらゆるものを能力で利用しつくしながら暮らしてきた。
不要な過去を全て他人に押し付けてきたので、本人でさえも自らが何者であるのか分からず、自らをスキャッターブレインと称する。現在の姿もとある人物のイメージを借用しているものである。
セロニアス・モンキー
- 登場作品：『化け猫とめまいのスキャット』

統和機構に所属する戦闘用合成人間で、少女の姿をしている。破壊の波動を手のひらに収束させ、空気のナイフの如く飛ばす＜モンクス・ムード＞という能力を持つ。
MPLS探索の任務についており、音梨町に一般人として潜伏していた時にスキャッターブレインによる異変に気づく。そしてこれを調査していたが、返り討ちに遭って機構との連絡を絶ってしまっている。
最も危険度の高い任務を任される一人であり、ユージン程ではないとしながらもその実力はフォルテッシモにも評価されていた。
手書きの日記を記す趣味があり、偏食家である。

## 『壊れかけのムーンライト』の登場人物
中条 深月
- 登場作品：『壊れかけのムーンライト』

女子高生。藤花、雪乃とは同じ中学の同窓生で友人。年頃の男子を冷やかな目で見ている大人びた女子。「世界の敵」に対する相対存在「プームプーム」（ブギーポップと同種の存在）が浮かび上がらせており、"世界の敵"「バッド・ダンス」と対する自動的な存在。
的場 百太
- 登場作品：『壊れかけのムーンライト』

深月と同じ高校に通う男子高校生。落ち込んだ相手や、女性と話すのが若干苦手な縁がある。同じ高校に通う深月に片思いしている。警戒心のない浸し見やすい性格であるが、必要以上に他人に気を使う節がある。
弓原 千春
- 登場作品：『壊れかけのムーンライト』

百太、万騎の友人。3人の中で盛り上げ役的な立ち位置にあり、女子にセクハラ的な発言が目立つ。"左右対称"の物を見るとどうしても破壊したくなってしまうという特殊な性癖の持ち主。
歌上 雪乃
- 登場作品：『壊れかけのムーンライト』

深月と藤花との中学校時代からの友人である女子高生。正体は統和機構のエージェント「メロディ・クール」で、戦闘用合成人間。能力名は＜スティル・クール＞。
身長が167cmあり、運動神経も面倒見も良いが競争心がなく、人に厳しくあたるのが不得意。食べ物ではカレーライスが苦手。
矢嶋 万騎
- 登場作品：『壊れかけのムーンライト』

百太、千春の友人。統和機構のエージェント「ホーニー・トード」だが、普通の人間を素体とし"投薬"によって進化を促進させられたタイプ（これも合成人間の範疇に含まれる）。合成人間としては珍しい特に達観した価値観などはなく、家族や友人への思いやりがある。女性陣曰く「キザ」。能力名は＜レッグ・ミール＞で、足裏から生体波動を放出し、その気になればダムを一撃で破壊可能。脚力の増加にも応用できる。

## 『さびまみれのバビロン』の登場人物
不破 明日那（ふわ あすな）
- 登場作品：『さびまみれのバビロン』

記憶喪失の少女。なぜかブギーポップの衣装を持っていた。由紀子と成城とともに自分の記憶を求めていく中で、自分が人間ではないことに気が付いていく。
狭間 由紀子（はざま ゆきこ）
- 登場作品：『さびまみれのバビロン』

自分自身が平凡であることにイライラしている少女。ブギーポップを求めて明日那、成城とともに行動する。高圧的な性格だが、それはある感情が欠落しているためである。
成城 沙依子（なるぎ さよこ）
- 登場作品：『さびまみれのバビロン』

言動・行動ともに機械的な少女。その正体は統和機構の合成人間であり、足の裏から分子を分解する衝撃波を放つ「フットプリンツ」の能力を持つ。心にかつて自分と訓練した合成人間「ユージン」の妄想を持っており、心の支えにしている。
バーゲン・ワーゲン・シュバルツ
- 登場作品：『さびまみれのバビロン』『ビートのディシプリン』『ポルシェ式ヤークトティーガー』『すずめばちがサヨナラというとき』

成城沙依子の教官であり上司。
諸山文彦（もろやま ふみひこ）
- 登場作品：『さびまみれのバビロン』

明日那のストーカーだったが、フードをかぶったひび割れた少年に襲撃され、それ以降明日那の記憶のみを失う。
「パラダイム・ラスト」
- 登場作品：『さびまみれのバビロン』

水乃星透子を信奉していた存在の能力。さまざまな対象に「忘却」を植え付けることができ、死体すら「死んだことを忘れさせる」ことでゾンビ化できる。ブギーポップに殺されてしまった水乃星透子の「記憶」を人々から吸い上げて彼女を復活させようと試みるが、彼女が何を思って生きていたのかということを知っている人間が一人もおらず、それが原因で彼女を復活させることができない現状に絶望していた。
最終的に彼女を殺したブギーポップの「記憶」からならば彼女の真意を探れるのではと考え「忘却」の能力で襲撃を試みるが、ブギーポップの中の透子の「記憶」が自分の復活を拒んだのを目の当たりにし、その場で力尽きた。

## 『溶暗のデカダント・ブラック』の登場人物
塩多 樹梨亜（しおた じゅりあ）
- 登場作品：『溶暗のデカダント・ブラック』

岸森由羽樹のストーカーで、彼以外の存在を下等にみている。自分のストーカー行為を知った勇人に藤花との交換ストーカーを命じられるが、ある出来事で藤花とともに行動することになる。また意識の中に「歪曲王」が現れ、自分が世界を救う存在と告げられる。
岸森 由羽樹（きしもり ゆうき）
- 登場作品：『溶暗のデカダント・ブラック』

樹梨亜の高校「幡山高校」のリーダー的存在。その正体は誰しもが心の中に持つ矮小な感情や衝動である恐怖と類似する心「デカダント・ブラック」を操作できる能力者であり、その能力で新刻敬を操る。勇人と裏で行動をともにしているが、それは「死神」を倒すためだけの一時的な協力関係であり、行く行くは勇人を出し抜いて世界を支配しようと策謀している。
甘利 勇人（あまり ゆうと）
- 登場作品：『溶暗のデカダント・ブラック』

樹梨亜に藤花のストーカーを命じるが、その目的はブギーポップを葬り、その地位に自分が立とうという目的のため。ビジョンとして正確な未来を知覚できる「フラッシュ・フォワード」の能力を持つ。由羽樹と行動をともにしているが、由羽樹同様に相手を出し抜く機会を狙っており、能力の枷となっている「死神」さえ排除できれば始末する手筈を組んでいる。
舵浦 遊麻（かじうら ゆま）
- 登場作品：『溶暗のデカダント・ブラック』

広告会社の社員であるが、その正体は統和機構の構成員「クワイエット・ナイト」。上に認められたいという強い出世欲を「デカダント・ブラック」の触媒として、由羽樹に利用されることとなる。

## 『オルタナティブ・エゴの乱逆』の登場人物
スタッグビートル
- 登場作品：『オルタナティブ・エゴの乱逆』

統和機構の工作員。織機綺を巡る争いで、統和機構のサークル「カウンターズ』に所属している。ブギーポップの事を認知しているものの、仕事の中でのストレスで生まれた症状の一種として、心の中の妄想、幻と捉えている。またブギーポップからはクワガタくんと呼ばれており、いずれ現れる世界の敵の敵となるための存在と見いだされている。
最終的に、世界を救うという仕事を終えたあと、それ以上の価値を見いだせない事を正樹に打ち明け、それがきっかけで正樹に協力する。
七星 那魅 (ななほし なみ)
- 登場作品：『オルタナティブ・エゴの乱逆』

統和機構のサークル｢カウンターズ｣所属。コードネームはレディバード。
柴田 寿郎 (しばた としろう)
- 登場作品：『オルタナティブ・エゴの乱逆』

統和機構のサークル｢カウンターズ｣所属。コードネームはローカスト。
ミニマム
- 登場作品 『オルタナティブ・エゴの乱逆』

飛燕 玲次 (ひえん れいじ)
- 登場作品 『オルタナティブ・エゴの乱逆』

ムーラン・マグノリア
- 登場作品 『オルタナティブ・エゴの乱逆』

リリィ・マグノリア
- 登場作品 『オルタナティブ・エゴの乱逆』

マキシム・G (まきしむ・ごーりきー)
- 登場作品 『オルタナティブ・エゴの乱逆』『ビートのディシプリン』『ヴァルプルキスの後悔』『螺旋のエンペロイダー』

ディレクションズ
- 登場作品 『オルタナティブ・エゴの乱逆』

## 『パニックキュート帝王学』の登場人物
須賀 聖良子（すが せらこ）
- 登場作品：『パニックキュート帝王学』

和子が全国一位を獲った模試で、二位を獲った女子高生。お嬢様気質なのか尊大な態度が目立つ。藤花と和子が通う予備校に押しかけ、サークル「インペリアル・ゴールド」へと連れてゆく。
その正体は統和機構の構成員「ファータル・クレセント（肥沃な三日月）」で、組織内では目立たないながらも要職に近い地位についている。江成兄妹同様にパニックキュートの死については知らなかったが、和子が次期中枢の候補であること、そしてオキシジェンも知りえないはずのブギーポップの正体を看破していた謎の多い人物。
カレイドスコープに付き従っており、一時的には指示により和子の身柄をマロゥボーンに引き渡したものの、内心では彼女の身を案じていることをカレイドスコープに対し吐露している。
現時点では能力は不明。MPLSであるか合成人間であるかも明かされていない。
江成 泰征（えなり やすまさ）
- 登場作品：『パニックキュート帝王学』

サークル「インペリアル・ゴールド」の主要メンバーかつ、統和機構の地区管轄者。幼少期の事故で妹の泰葉共々生死の縁を彷徨い、その際に受けた治療によって合成人間となった。能力は不明ながら、「妹よりは薄い」との事。
江成 泰葉（えなり やすは）
- 登場作品：『パニックキュート帝王学』

泰征の妹。能力は「その人物の他人への影響力の強さと方向性」を視覚する「グリマー・グリッター」。能力を完全に把握された時のリスクから、統和機構にも力量を過小報告し、兄の影として立ち回っていた。性格的に須賀聖良子を苦手とする。末真和子を利用しようとするが、聖良子とカレイドスコープとの奸計にかかり、マロゥボーンをおびき寄せるための生き餌とされる。
ポリモーグ
- 登場作品：『パニックキュート帝王学』『ディジーがリジーを想う時』

統和機構の合成人間。女性。スプーキーE同様、電気を操る能力を持つ。良く言えばおっとり、悪く言えばものすごくやる気がなく怠惰であり、任務の目的を達成したことも一度もないが、なぜか処分されない。本作では街角の占い師を装いながら情報収集に務めているも、統和機構の幹部であるパニックキュートによる事情聴取中に突如何者かの攻撃を受けて頸部を斬り裂かれ、全身を串刺しにされる。
マロゥボーン
- 登場作品：『パニックキュート帝王学』

統和機構の幹部「パニックキュート」を護衛する合成人間。ひょろりとした長髪の姿をし、常にサングラスを掛けている。空気と振動とを操る能力を持つ。パニックキュートに心服し、彼の手足として動く。パニックキュートが遠隔操作するためのサングラスを泰葉にかけさせ、状況を掌握するとブギーポップの捜索を和子に手伝わせる。
だが、実際はすでにパニックキュートは死亡しており、その事実を受け入れられず精神に異常をきたしたマロゥボーンは能力を用いてさもパニックキュートが泰葉の肉体を乗っ取ったかのように装っていただけだった。和子にその事実を指摘されて恐慌をきたした上にカレイドスコープに彼女を奪還されたマロゥボーンの前に、遂に死神が姿を現し、そしてなぜ彼が「全世界を敵に回してでも」ブギーポップを探していたのかを思い出させるのだった。
パニックキュート
- 登場作品：『パニックキュート帝王学』

見た目は少年の姿ながら、統和機構内で「中枢＝オキシジェン」ということを知るほど高い地位にいた人物。韜晦的な語り口が特徴で、独特の審美眼と帝王学をもっていた。機構内での職務は「裏切り者を探り当てる」事。詳しい事情は記述されていないものの、ブギーポップによってすでに殺害されている。全てが終わった後に末真和子の夢枕に立ち、その帝王学の一部を語るとともにやがて統和機構のアーカイブで「初対面」するであろうことを告げて消える。

## アニメ版『Boogiepop Phantom』の登場人物
ブギーポップ・ファントム
声 - 浅野まゆみ
百合原美奈子と同じ顔でブギーポップと同じ服装を身に着けている謎の人物。進化した人々を捕らえ、彼らが本来いるべき時代に目覚めるよう仮死状態にして保護していた。その正体はエコーズが光になった際に電磁的に干渉縞として定着した「マンティコアのトラウマ」。マンティコア・ファントムとは電磁場の量子振動を共有しており、片方が消えるともう一方も消滅する事になる。
マンティコア・ファントム
声 - 福山潤
早乙女正美と同じ姿をした謎の人物。その正体はエコーズが光になった際に電磁的に干渉縞として定着した「マンティコアの記憶」。ブギーポップ・ファントムとは電磁場の量子振動を共有しており、片方が消えるともう一方も消滅する事になるはずだったが、同じく電磁場の量子振動で存在していた岸田一朗（黒田慎平）の身体を乗っ取り逃亡し、その後再び事件を引き起こす事になる。
如月 真名花（きさらぎ まなか）
声 - 小林沙苗、中村有岐（小学生姿）
過去を呼び起こす「光の蝶」と戯れている謎の少女。実年齢は5歳だが、外見は15，6歳。彼女の純粋な思いが“世界の危機”を呼び起こすこととなる。
その正体は、統和機構の薬を投与された妊婦・如月真弓から生まれた少女。
プームプーム
声 - 栩原楽人
ハーメルンの笛吹き男の格好をした謎の少年。現実を嫌悪する若者から過去の姿をした幻影を取り出し（抜き取られた相手は抜け殻のような状態になる）「王国」を作ろうとする。
真名花によって実体化された及川鎮の過去の幻影が、小島茜の生み出したキャラクターの姿を借りたもの。中条深月の「プームプーム」とは違う個体である。
森田巡査 / スネークアイ
声 - 江川央生
交番勤務の警官だが、その正体はMPLSを始末するために派遣された統和機構の合成人間。及川兄妹を襲撃し返り討ちにあう。
目を見た相手の記憶を消す能力を持つほか、攻撃時には蛇のような軟体の体になる。
殿村 望都（とのむら もと）
声 - 能登麻美子
潔癖症な少女。早乙女正美の中学時代の同級生で彼に思いを寄せていた。マンティコア・ファントムと出会う。
鈴木 康子
声 - 渡邉由紀
望都の親友。『ブギーポップは笑わない』作中にて語られた早乙女正美の昔の彼女。
城之内 久志（じょうのうち ひさし）
声 - 程島鎮磨、滝本哲人（小学生）
来生真希子に与えられた進化薬の影響で、人の心に巣食う「虫」がみえるようになった。人助けのつもりでその虫を捕食するうちに中毒になる。
有藤 美鈴
声 - 那須めぐみ
通称「パヌルー」。亡き親友、恵の「世界のすべてを肯定し受け入れる」という生き方「世界愛」を実践しているが、実際は親友を失った絶望をごまかすための欺瞞でしかなかった。
マンティコア・ファントムに媒介として利用される。中途半端な能力だったため、ブギーポップ・ファントムに保護される事もなく、スネーク・アイに殺される。
遠山 恵
声 - 日笠山亜美
美鈴の親友（故人）。フィア・グールに殺された犠牲者の一人。
「世界愛」という生き方の発想者であり、「パヌルー」も本来は彼女のあだ名だったが、脚本家の水上清資は彼女自身も原型であるアルベール・カミュの作品を正しく理解しているとは限らないとしている。
なお、彼女の両親は『パンドラ』に登場した神元功志の両親の新興宗教にのめりこんでいたという裏設定がある。
菅沼 洋次
声 - 野島裕史、太田朋洋（小学生）
美少女ゲーム好きなオタク。マンティコアの薬物の影響で、バイト先の後輩とゲームのキャラを混同するなど現実と妄想の区別がつかなくなり、壊れてゆく。
若狭 静枝
声 - 小谷伸子
フィア・グールによって引き起こされた殺人事件の被害者。『夜明けのブギーポップ』でも名前が出ている。
若狭 幸子
声 - 宮寺智子
静枝の母。行き違いがあった中で娘を亡くし、心をいためていたが、「光の蝶」により彼女の思いを知る。
及川 鎮
声 - 吉野裕行
「分解」という行為に執着する少年。エコーズの影響で自分に念じた対象を分解する能力があると思うようになる。
及川 小夜子
声 - 小林けい
鎮の妹。エコーズの影響でMPLSとなる。
吉沢 早紀
声 - 折笠富美子
音大志望だったがピアノ講師に能力不足と否定され絶望していたところを、プームプームによって幼少時の自分を引き出される。本人はその後幼児退行の末自殺。
田畑 良樹
声 - 一石芳史
エコーズの影響で読心能力を得るが、その結果同級生たちが友達面で自分を利用していると知り、自分に友達がいないことを知る。プームプームによって幼少時の自分を引き出され、電話を通じてその輪を広めようとする。
小島 茜
声 - 安田美和
藤花の友人。進路を考える時期で童話作家という昔からの夢をあきらめようとしていた矢先に真名花とプームプームと出会う。
その後凪によって救い出され、藤花の励ましを受け童話を書き続けることを選んだ。
山本巡査
声 - 小林壮太郎
森田の同僚。彼の「統和機構の存在を教え、その後能力で記憶を消す」という退屈しのぎの対象となる。
如月 真弓
声 - 大坂史子
真名花の母。来生とは顔見知り。妊娠中に来生に統和機構の薬を与えられたため、娘はMPLSとなり、自身も記憶に障害を負う。

## 漫画版『ブギーポップデュアル』の登場人物
ブギーポップ
小説版と同じく世界の危機に関わる異変を察知した時に自動的に現れる不気味な泡。ただし宮下藤花ではなく秋月貴也の別人格として現れ、ブギーポップかと問われた際「たしかーそう呼ばれた事もあったかな」と答えている。武器もワイヤーではなく、主に蹴りと強烈な衝撃波を使い攻撃する。また、『崩壊のビート』 (DIS BEAT DISRUPTS) を察知する事が出来るが、それは「世界の敵」と呼ばれる者達が共通して発するモノなのか、単に今回の敵の能力名だったのかは不明。
秋月貴也（あきづき たかや）
やや気の弱い男子高校生。自分の中にある別人格（ブギーポップ）を自覚しており、その存在と行動を周りに理解してもらえず悩んでいた。彼自身は何の力も持たないが、唯一の理解者である五十嵐初佳を助けるため、自ら『世界の敵』と対決する。
全編通して「秋月」と呼ばれており、名前が「貴也」である事が判明したのは最終話のラスト1ページである。
五十嵐初佳（いがらし もとか）
高校の保健教諭。気が強く大雑把な性格で、相当な酒飲みでもある。病院の屋上で秋月貴也と出会い、後に自分の勤める高校へ入学する事を勧めた。彼女自身もかつてブギーポップを宿した事があり、世界の敵である加納と対決しているが敗北している。恋人である本上の死とそれに関連する高校時代の記憶を＜自らの泡の記憶と共に＞深く沈めて忘れてしまっている。
加納（かのう）
新任の高校教師。生徒の悩みをよく聞いてくれる先生として人気があるが、心にどんなささいなものでも傷（敗北の記憶や諦めの気持ち）を持つ人間を、例外無く崩壊させ狂わせる事の出来る『世界の敵』。昔から自分の能力で実験を繰り返し、惨劇を起こした。高校生の頃にブギーポップと戦った事があるが、そのブギーポップは女子高校生の姿をし、特殊なワイヤーを使っていた。秋月に宿ったブギーポップを見て「器が違うが同じ感触」と評する。一度はブギーポップを打ち破り、二度目のブギーポップとの対決もその能力（勝てないかもしれないという不安さえも武器になるため、一度勝った相手には絶対的な有利を得る）ゆえにブギーポップを再び追い詰めるも、それを悟ったブギーポップのある行動と、心の弱さを乗り越えた秋月に敗北した。
古賀雪絵（こが ゆきえ）
秋月貴也のクラスメート。悪質なストーカーに襲われた時にブギーポップに助けられた。この事件がきっかけで秋月にほのかな好意を抱くが失恋し、加納につけ込まれる。
本上（ほんじょう）
五十嵐初佳の高校生時代の担任。後に恋仲になるが、加納の実験に巻き込まれ死亡する。